# Ho-Chi-Minh-Stadt

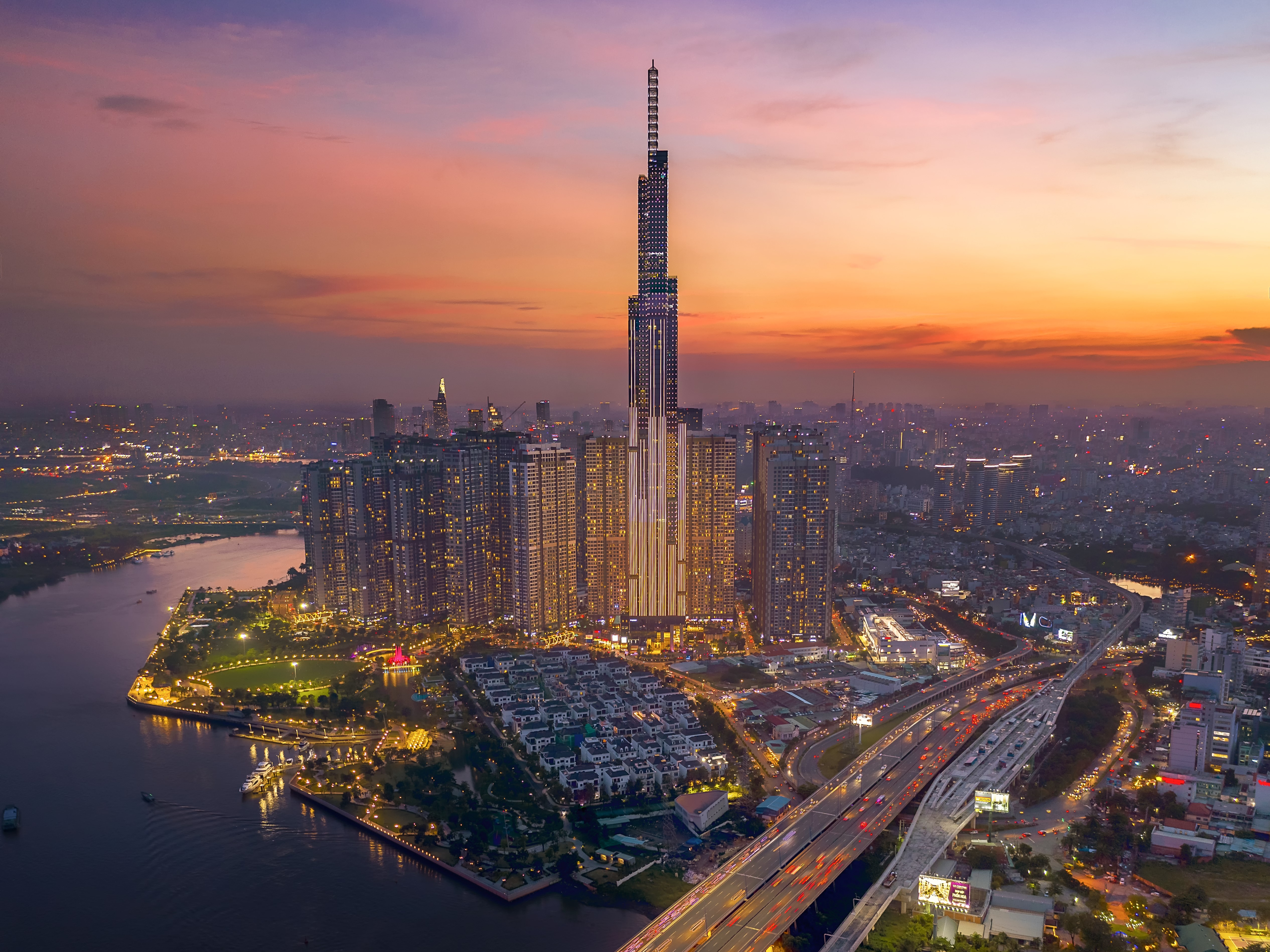
Panorama der Stadt mit Landmark 81, 2019

Ho-Chi-Minh-Stadt (vietnamesisch Thành phố Hồ Chí Minh) ist die größte Stadt und das wirtschaftliche Zentrum Vietnams. Unter ihrem alten Namen Saigon (Sài Gòn), der weiterhin parallel zu Ho-Chi-Minh-Stadt verwendet wird, war sie bis zum April 1975 Hauptstadt der Republik Vietnam.
Die Nordvietnamesische Volksarmee besetzte im März/April 1975 Südvietnam und Ende April 1975 dessen Hauptstadt Saigon; damit endete der Vietnamkrieg (siehe unten). Saigon wurde 1976 nach dem nordvietnamesischen Staatschef Hồ Chí Minh (1890–1969) benannt.
Im Verwaltungsgebiet der Stadt leben ca. 8,9 Millionen Einwohner (Volkszählung 2019).
Ho-Chi-Minh-Stadt hat außer der Kernstadt kein zusammenhängendes Stadtgebiet. Außerhalb des Kerns dominiert eine ländliche Siedlungsstruktur. Sie ähnelt einer kleinen dicht besiedelten Provinz.
Die Stadt liegt nördlich des Mekong-Deltas auf dem rechten Ufer des Saigon-Flusses. Sie ist Industriestadt, Verkehrsknoten und Kulturzentrum mit Universitäten, Museen, Theatern, Kinos, Baudenkmälern und Parks.

## Stadtname
Ho-Chi-Minh-Stadt erhielt seinen Namen im Jahre 1976, nachdem Nord- und Südvietnam wiedervereinigt worden waren. Der alte Name Saigon (vietnamesisch Sài Gòn) ist in Vietnam umgangssprachlich insbesondere für den städtisch geprägten Kern (1. Bezirk) der heute offiziell als Thành Phố Hồ Chí Minh bezeichneten Verwaltungseinheit nach wie vor in weitem Gebrauch. Auch im Ausland ist der alte Name Saigon noch in Verwendung.
Ursprünglich trug sie den Namen Prei Nokor (Khmer-Sprache: Dorf im Wald). Die Bezeichnung Sài Gòn ist eine Übersetzung dieses Namens ins Vietnamesische.
Als Abkürzung wird oft TP. HCM bzw. HCMC oder HCM City (vietnamesisch beziehungsweise englisch) verwendet.
Die Stadt erhielt ihren Namen nach Ho Chi Minh, welcher im September 1945 die Demokratische Republik Vietnam proklamiert und später die Führung des Landes als Staats- und Ministerpräsident übernommen hatte. Nach der Teilung Vietnams als Folge des Indochinakriegs 1954 wurde er Präsident der im Norden liegenden Demokratischen Republik Vietnam.

## Geografie

### Geografische Lage

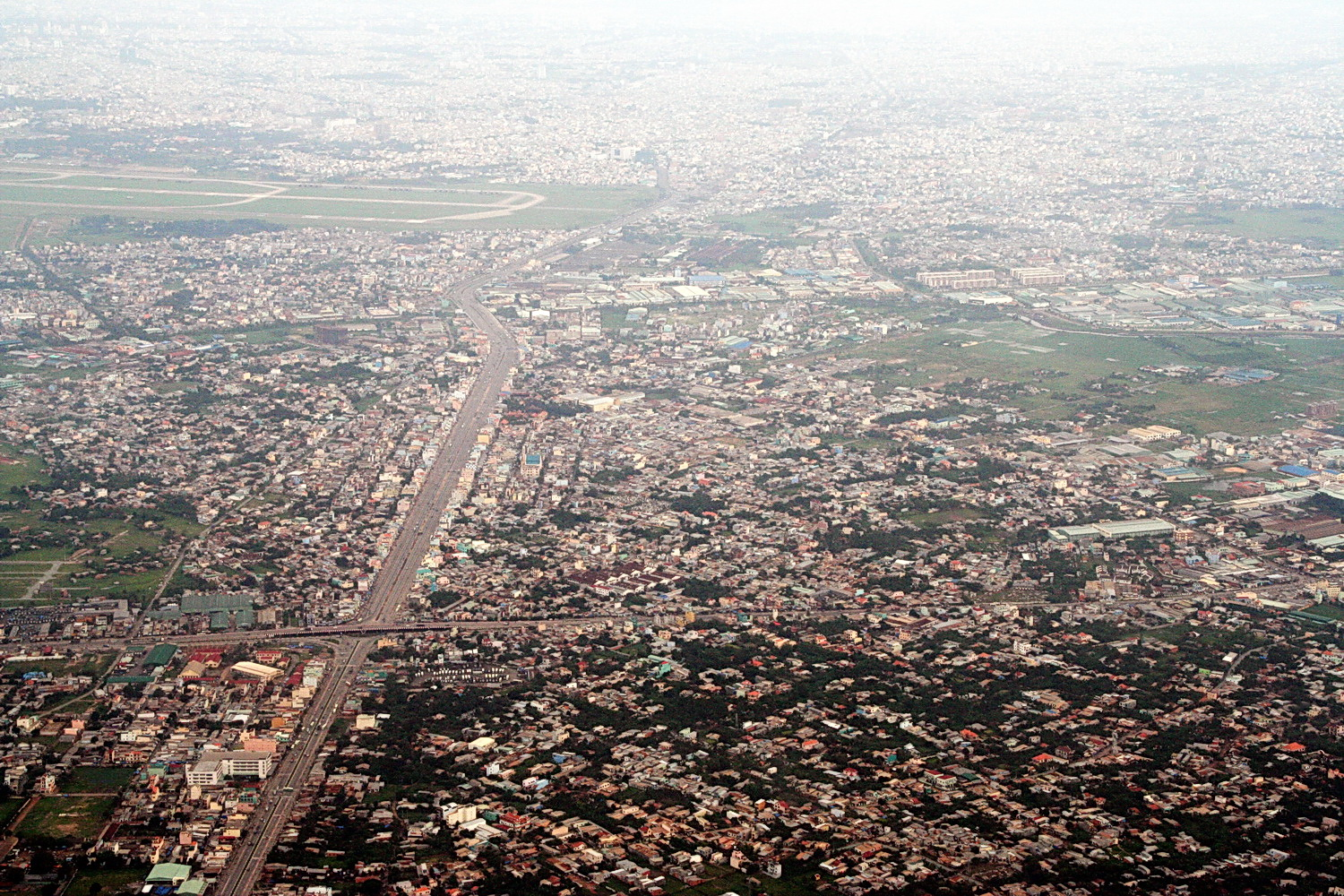
Blick Richtung Südosten auf den 12. Stadtbezirk (Quận 12), links im Dunst der Tan Son Nhat International Airport, am oberen Bildrand das Stadtzentrum (kaum zu erkennen)

Die Stadt liegt etwas nördlich des Mekong-Deltas auf dem Westufer des Saigon-Flusses durchschnittlich 19 Meter über dem Meeresspiegel. Die Entfernung zum Südchinesischen Meer (vietnamesisch Ostmeer) beträgt rund 40 Kilometer. Das administrative Stadtgebiet hat eine Ausdehnung von 2095 Quadratkilometern.
Die Distanz vom nördlichsten Teil (Dorf Phu My Hung, Bezirk Cu Chi) zum südlichsten Teil des Stadtgebietes (Dorf Long Hoa, Bezirk Can Gio) beträgt 120 km, vom östlichsten Teil (Stadtteil Long Binh, Bezirk 9) zum westlichsten Teil (Dorf Binh Chanh, Bezirk Binh Chanh) 46 km.
Südlich der Stadt münden die Zwillingsflüsse des Mekong, auch Tiền Giang oder Sông Tiền („Oberer Mekong“) und Hậu Giang oder Sông Hậu („Unterer Mekong“) genannt, in das über 70.000 km² ausgedehnte Mekong-Delta verbreitert, in das Südchinesische Meer (in Vietnam: Ostmeer).

### Stadtgliederung

#### Überblick
Ho-Chi-Minh-Stadt ist in 19 Bezirke (Quận) und 5 Landkreise (Huyện) unterteilt. Von den 19 Stadtbezirken haben nur die 7 Bezirke außerhalb des Stadtzentrums eigene Namen (Quận Bình Tân, Quận Bình Thạnh, Quận Gò Vấp, Quận Phú Nhuận, Quận Tân Bình, Quận Tân Phú und Quận Thủ Đức), die Bezirke im Zentrum sind einfach durchnummeriert (Quận 1, Quận 2, Quận 3, Quận 4, Quận 5, Quận 6, Quận 7, Quận 8, Quận 9, Quận 10, Quận 11 und Quận 12).
Die 5 Landkreise liegen außerhalb der Kernstadt (hohe Bebauungsdichte und geschlossene Ortsform) in den Vorstädten und ländlichen Gebieten, aber innerhalb der administrativen Stadtgrenzen (Huyện Bình Chánh, Huyện Cần Giờ, Huyện Củ Chi, Huyện Hóc Môn und Huyện Nhà Bè). Die 19 Bezirke gliedern sich in 259 Stadtteile (phường), die 5 Kreise in 58 Großgemeinden (xã) und 5 Gemeinden (thị trấn).

#### Chợ Lớn

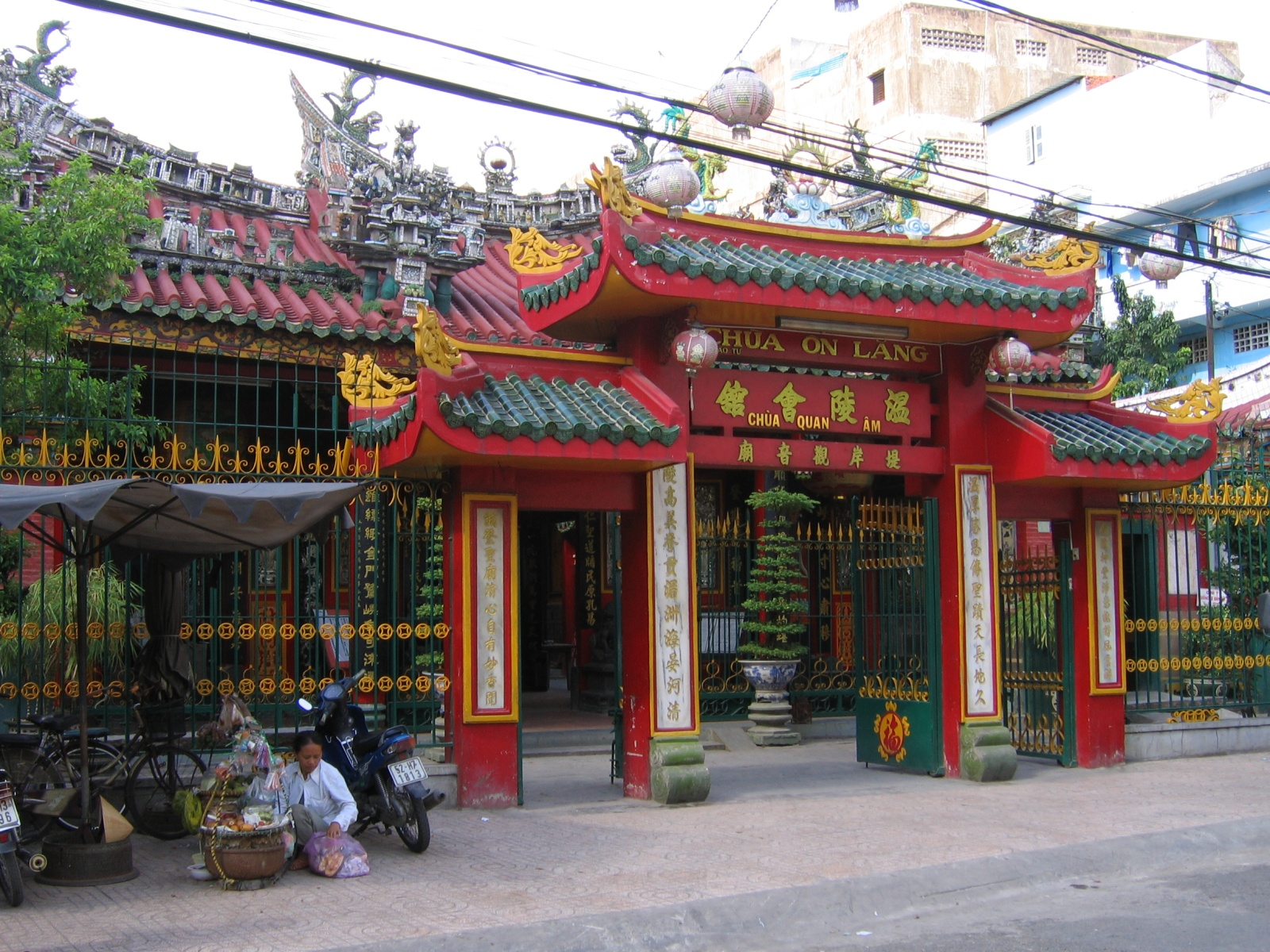
Pagode Quan Âm in Cholon

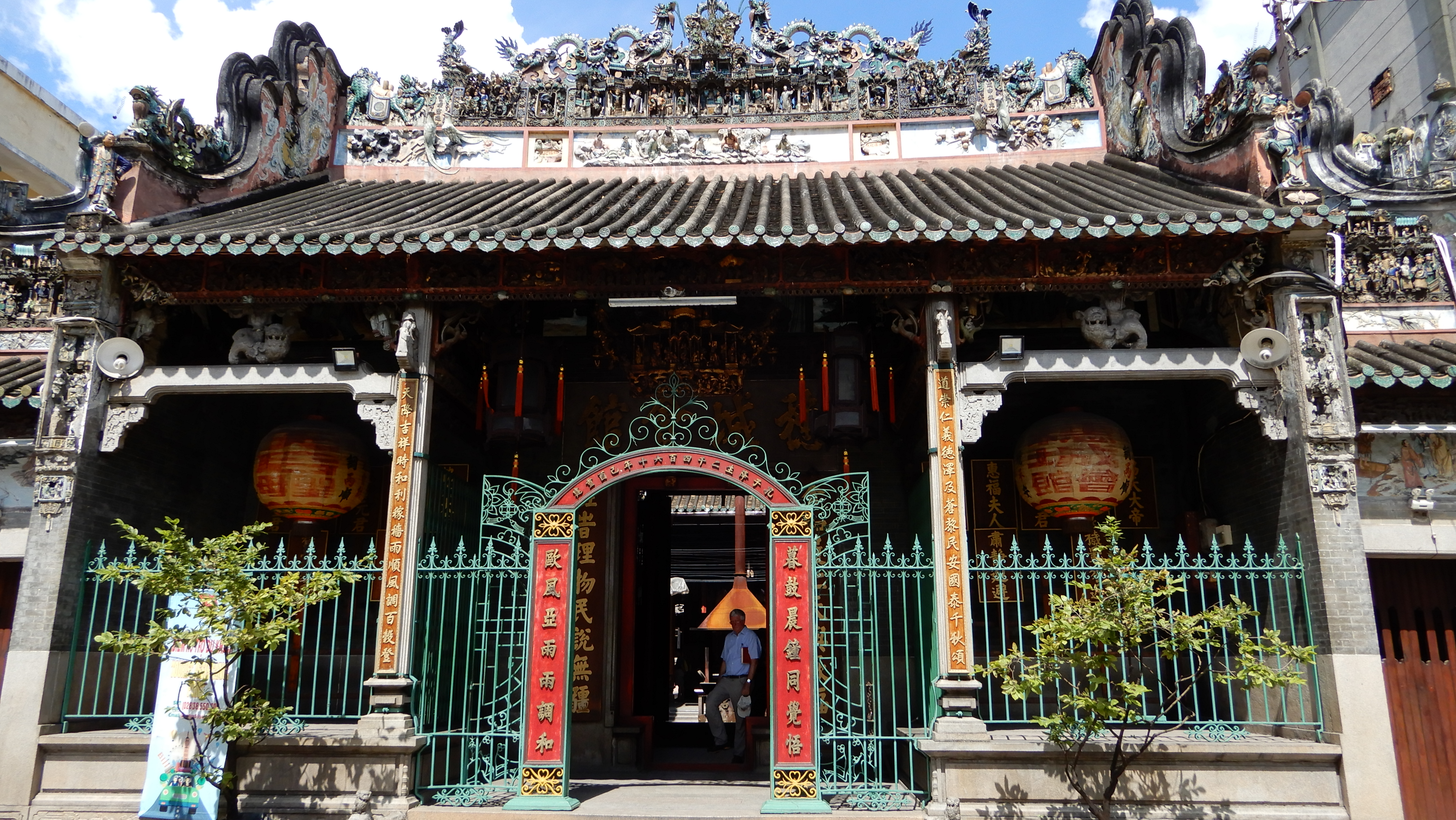
Thien-Hau-Pagode

Chợ Lớn, der 5. Bezirk (Quận 5), ist die Chinatown von Ho-Chi-Minh-Stadt. Ursprünglich war Chợ Lớn – zu deutsch großer Markt – eine Stadt für sich selbst. Sie ist vor allem durch den hohen Zuzug von Flüchtlingen mit dem früheren Saigon verschmolzen. Sie wird von einer halben Million ethnischer Chinesen bewohnt. Die Chinesen und ihre Apotheken, Restaurants und Geschäfte dominieren das Viertel. Getreu dem Namen ist Chợ Lớn auch der Bezirk mit der meisten geschäftlichen Aktivität. Die Vorfahren der Bewohner sind aus verschiedenen Regionen Südchinas nach Vietnam eingewandert und haben ihre Dialekte und Sitten behalten. Es gibt eigene Tempel für die Leute, die aus Chaozhou abstammen, und eigene Tempel für jene aus Guangzhou.
Um 1900 herum war Chợ Lớn auch ein verruchtes Vergnügungsviertel, wo der Konsum von Opium nur eines der angebotenen Vergnügen war. Der britische Schriftsteller Graham Greene war unter den Besuchern. Seit den 1950er Jahren waren die verstopften Straßen Chợ Lớns ein ideales Versteck für Việt Minh und später die NLF, während nach der Wiedervereinigung mit Nordvietnam und speziell während des Krieges mit der Volksrepublik China 1979 die Chinesen einen großen Anteil der Boatpeople ausmachten. Chợ Lớn beherbergt auch die sehenswerte Quan Âm-Pagode und die Thien-Hau-Pagode.
Als Chợ Lớns Gemeinde der Fujian-Chinesen die Quan-Âm-Pagode an der Chau van Liem Ende des 19. Jahrhunderts errichtete, widmete sie den Tempel der Göttin der Barmherzigkeit. Im Zentrum der Haupthalle steht hingegen die heilige Mutter und himmlische Kaiserin A Pho hinter einem Altar, der entfernt an einen Grabstein erinnert. Der dahinter liegende Hof wird von einem ganzen Pantheon von Gottheiten bevölkert und lockt einen ständigen Strom von Gläubigen an. Am auffälligsten sind die beiden Statuen der Quan Âm – eine mit dem Rücken zu A Pho, die andere in würdevollem Dunkelgold.

#### Củ Chi
Củ Chi (Huyện Củ Chi) ist ein Landkreis im Verwaltungsgebiet von Ho-Chi-Minh-Stadt. Bekannt sind die Tunnel von Củ Chi, in denen sich vietnamesische Partisanen im Vietnamkrieg von 1965 bis 1975 versteckt hielten. Das Tunnelsystem ist nach dem gleichnamigen Dorf im Landkreis benannt. Die ersten Tunnel wurden 1948 gegraben. In den 1960er Jahren gruben nordvietnamesische Partisanen immer weiter und tiefer, bis das Tunnelsystem auf eine beachtliche Länge von 200 km auf drei Ebenen angewachsen war.
Unter der Erde entstanden richtige Städte mit Schulen, Lazaretten, Büros und Schlafgelegenheiten. Alle unterirdischen Gebäude waren mit Tunneln von maximal 80 cm Höhe und 70 cm Breite verbunden. Zur Außenwelt konnte man durch Klapptüren, die von Laub und Gras verdeckt waren, gelangen. Alle Eingänge waren durch einfache, aber höchst wirkungsvolle Fallen gesichert.
Das Gelände ist erhalten und kann heutzutage besichtigt werden.

### Klima

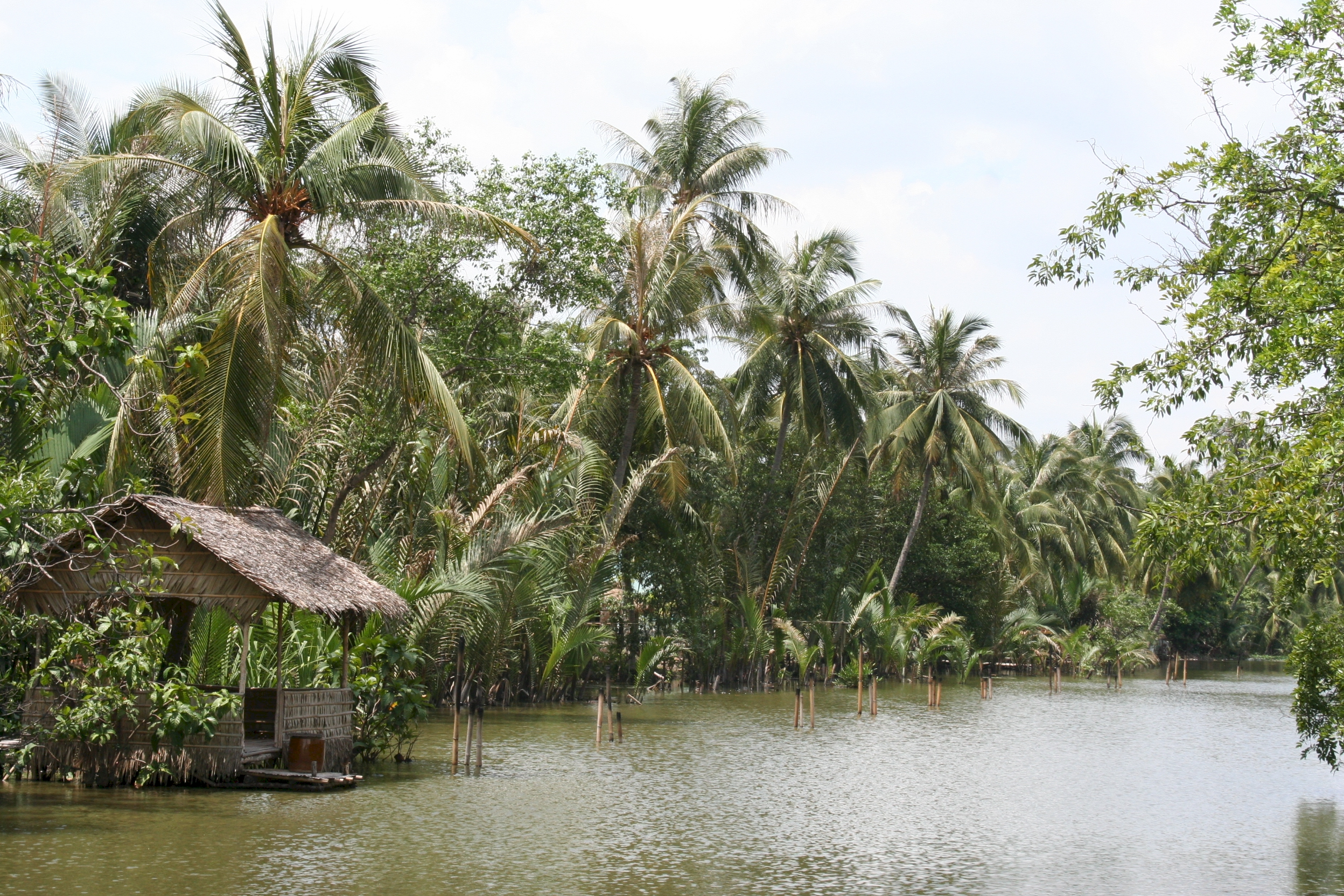
Binh Quoi

Die Stadt befindet sich in der tropischen Klimazone. Die Jahresdurchschnittstemperatur beträgt 27,2 Grad Celsius, die jährliche Niederschlagsmenge im Mittel 1931 mm. Hauptregenzeit ist zwischen Mai und Oktober, in einzelnen Stadtgebieten muss dann mit Überschwemmungen gerechnet werden. Der meiste Niederschlag fällt im September mit 327 mm im Mittel, der wenigste im Februar mit durchschnittlich vier Millimeter.
Die durchschnittlichen Temperaturen liegen das ganze Jahr über zwischen 25,6 und 28,9 Grad Celsius. Die mittlere Tagestemperatur beträgt maximal 32 °C, minimal 24 °C bei hoher Luftfeuchtigkeit. Die heißesten Monate sind April mit 28,9 °C im Mittel (maximal 35 °C und minimal 25 °C durchschnittliche Tagestemperatur) und Mai mit durchschnittlich 28,7 °C. Die niedrigsten Temperaturen werden in der Gegend um Ho-Chi-Minh-Stadt im Januar mit maximal 30 °C und minimal 20 °C Tagesmitteltemperatur gemessen. Die Trockenzeit geht von Dezember bis April.
|                        | Jan  | Feb  | Mär  | Apr  | Mai   | Jun   | Jul   | Aug   | Sep   | Okt   | Nov   | Dez  |   |       |
| Mittl. Temperatur (°C) | 26,4 | 27,2 | 28,6 | 30,0 | 28,9  | 27,8  | 27,5  | 27,5  | 27,2  | 27,2  | 26,7  | 26,1 | ⌀ | 27,6  |
| Mittl. Tagesmax. (°C)  | 31,6 | 32,9 | 33,9 | 34,6 | 34,0  | 32,4  | 32,0  | 31,8  | 31,3  | 31,2  | 31,0  | 30,8 | ⌀ | 32,3  |
| Mittl. Tagesmin. (°C)  | 21,1 | 22,5 | 24,4 | 25,8 | 25,2  | 24,6  | 24,3  | 24,3  | 24,4  | 23,9  | 22,8  | 21,4 | ⌀ | 23,7  |
|                        |      |      |      |      |       |       |       |       |       |       |       |      |   |       |
| Niederschlag (mm)      | 13,8 | 4,1  | 10,5 | 50,4 | 218,4 | 311,7 | 293,7 | 269,8 | 327,1 | 266,7 | 116,5 | 48,3 | Σ | 1931  |
|                        |      |      |      |      |       |       |       |       |       |       |       |      |   |       |
| Sonnenstunden (h/d)    | 6,3  | 7,5  | 7,2  | 6,9  | 5,4   | 5,1   | 4,4   | 5,1   | 4,5   | 4,9   | 5,2   | 6,0  | ⌀ | 5,7   |
|                        |      |      |      |      |       |       |       |       |       |       |       |      |   |       |
| Regentage (d)          | 2,4  | 1    | 1,9  | 5,4  | 17,8  | 19,0  | 22,9  | 22,4  | 23,1  | 20,9  | 12,1  | 6,7  | Σ | 155,6 |
|                        |      |      |      |      |       |       |       |       |       |       |       |      |   |       |
| Wassertemperatur (°C)  | 27   | 27   | 27   | 28   | 29    | 30    | 30    | 29    | 29    | 29    | 29    | 28   | ⌀ | 28,5  |
|                        |      |      |      |      |       |       |       |       |       |       |       |      |   |       |
| Luftfeuchtigkeit (%)   | 70   | 68   | 69   | 71   | 76    | 81    | 81    | 82    | 83    | 83    | 79    | 74   | ⌀ | 76,5  |

| 21,1 |

| 22,5 |

| 24,4 |

| 25,8 |

| 25,2 |

| 24,6 |

| 24,3 |

| 24,3 |

| 24,4 |

| 23,9 |

| 22,8 |

| 21,4 |

| 21,1 |

| 22,5 |

| 24,4 |

| 25,8 |

| 25,2 |

| 24,6 |

| 24,3 |

| 24,3 |

| 24,4 |

| 23,9 |

| 22,8 |

| 21,4 |

## Geschichte

### Herrschaft der Khmer
Historiker und Archäologen fixieren die Gründung des Ortes zwischen dem 1. und 6. Jahrhundert: das Volk der Khmer hatte hier ein Fischerdorf gebaut. Zu dieser Zeit lebten in der Region noch keine Vietnamesen. Die Herrschaft über das Gebiet besaß nominell das weiter im Westen liegende Reich Funan. Später wurde Funan von dem Volk der Kambuja eingenommen, die zum Reich Chenla gehörten, das seinerseits später in Angkor aufging. Diese machtpolitischen Verschiebungen hatten aber kaum Einfluss auf das kleine Fischerdorf.
Das Land war von derart unzugänglichen Wäldern und Sümpfen umgeben, dass die dort lebenden Khmer-Fischer ihre Siedlung Prei Nokor (Dorf im Wald) nannten. Doch aufgrund seiner Lage auf festem Boden, unmittelbar nördlich des sumpfigen Deltas und auf drei Seiten von schiffbaren Wasserwegen umgeben, begann der Aufstieg des Ortes.
Als Chenla vom Khmer-Reich Angkor vereinnahmt worden war, das bis zum 15. Jahrhundert die Herrschaft über die Region hatte, erlebte Prei Nokor eine erste Blüte als Umschlaghafen für kambodschanische Schiffe, die den großen Mekong-Fluss befuhren. Bis zum 17. Jahrhundert entstanden dort eine Garnison und eine Handelsgemeinde, zu der auch malaiische, chinesische und indische Händler gehörten.

### Eroberung durch die Nguyễn-Dynastie

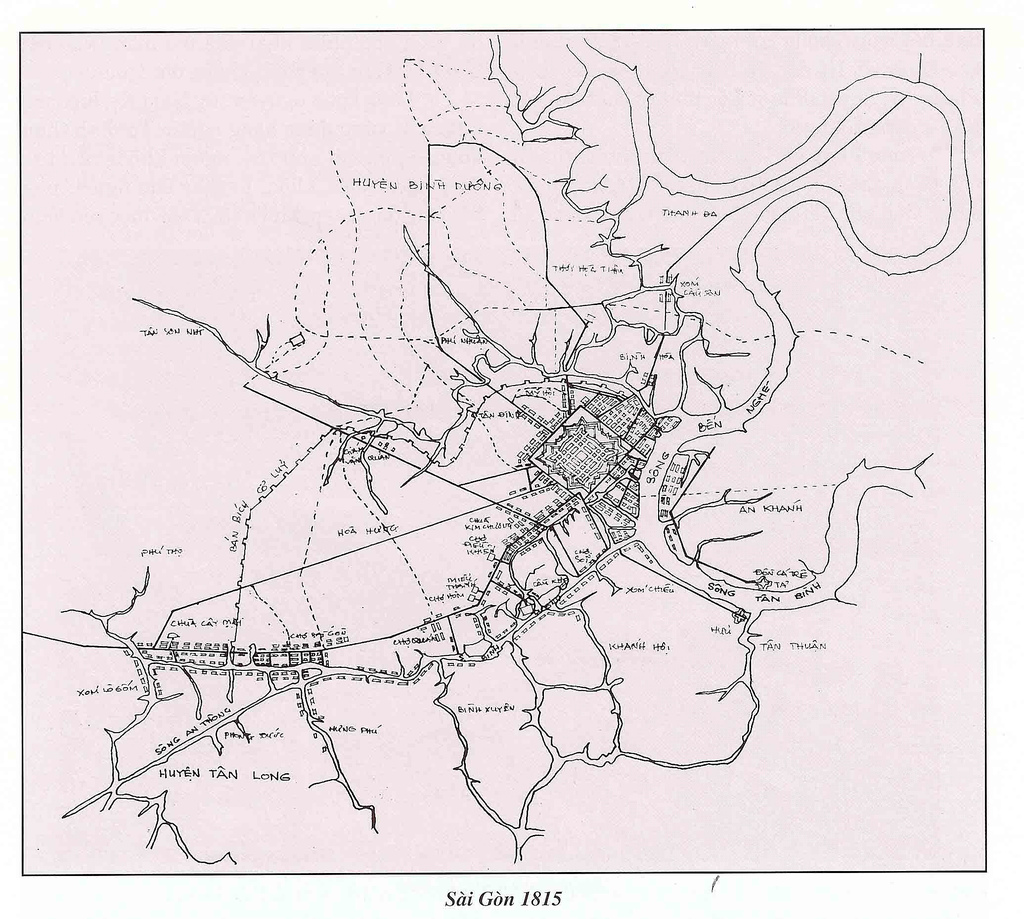
Stadtplan von 1815

Die Entwicklung einer derart dynamischen Siedlung musste zwangsläufig die Aufmerksamkeit des Nordens auf sich ziehen. Gegen Ende des 17. Jahrhunderts hatten die Vietnamesen auf ihrem Marsch nach Süden das an das Khmer-Reich angrenzende Champa erobert, und im Verlauf des folgenden Jahrhunderts wurde die gesamte Region von der in Huế herrschenden Nguyễn-Dynastie eingenommen. Es wird dem vietnamesischen Adeligen Nguyen Phuc Chu zugeschrieben, aus dem Ort wieder eine nennenswerte Siedlung gemacht zu haben. Er wurde 1698 in die Region entsandt, um Verwaltungsstrukturen aufzubauen. Mit den neuen Herrschern kam auch ein neuer Name, Saigon, der vermutlich von dem vietnamesischen Wort für den Kapokbaum abgeleitet ist.
Als 1771 die Tây Sơn-Rebellion ausbrach, flüchtete Nguyễn Phúc Ánh, der geschasste Machthaber der Nguyễn-Dynastie, von Huế Richtung Süden nach Saigon. Nachdem er die Stadt zu seiner vorläufigen Hauptstadt erklärt hatte, ließ er sie vollständig mit Mauern umgeben und zur Festung ausbauen. Die achteckige Zitadelle Gia Dinh wurde auf den Rat seiner Geomantiker hin nach dem Vorbild einer blühenden Lotusblume gestaltet. Als Nguyễn Phúc Ánh nach der Niederschlagung des Aufstandes 1802 als Kaiser Gia Long nach Huế zurückkehrte, blieb Saigon sein regionales Verwaltungszentrum im Süden.
Die Armee, von der die Tây Sơn-Brüder bezwungen wurden, umfasste auch eine militärische Einheit der Franzosen, die in der Folge sieben Jahrzehnte mit den Vietnamesen um die Kontrolle über die Region rangen, um einen festen Handelsposten in Asien zu errichten.

### Französische Kolonialzeit

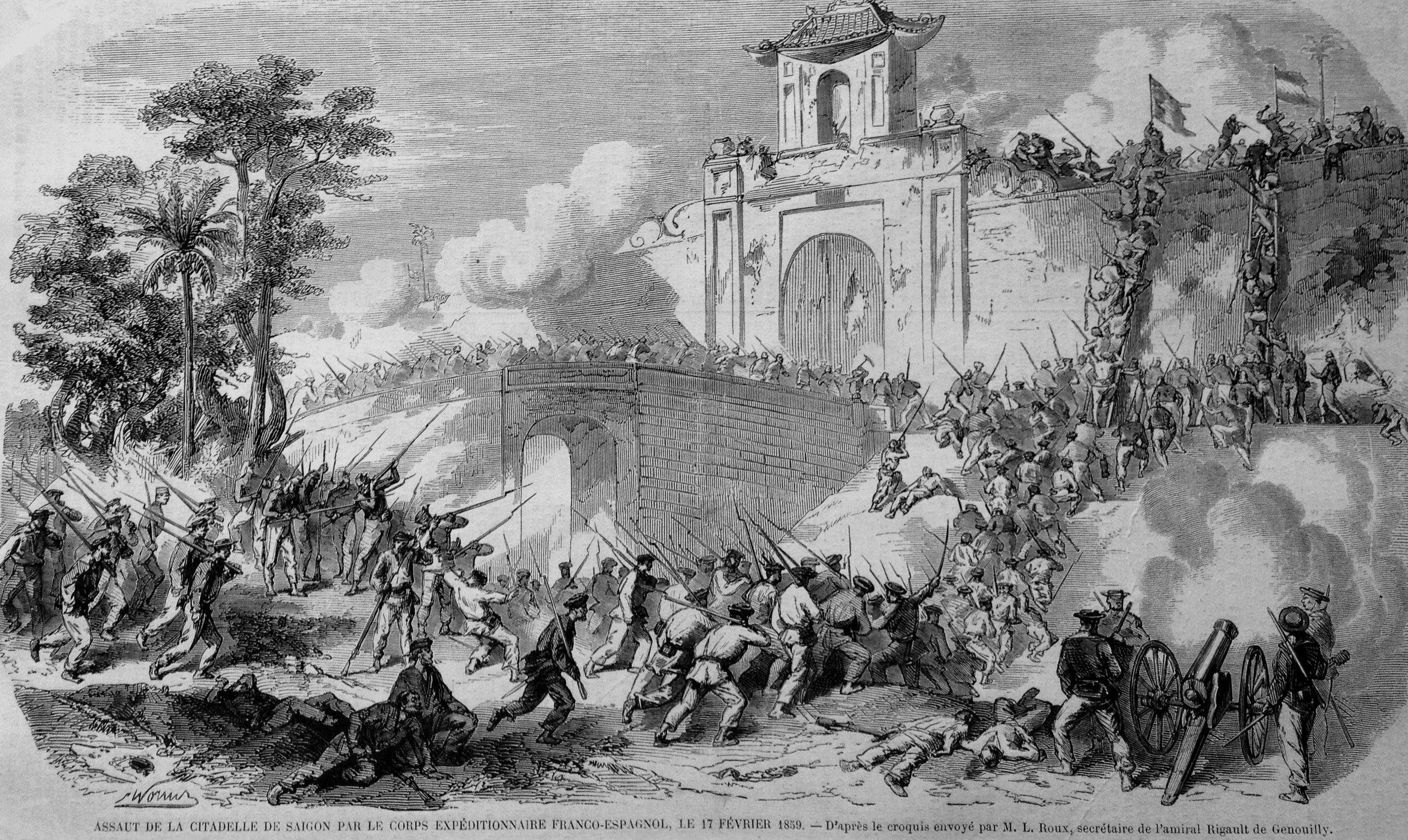
Französische Einnahme Saigons 1859

Schließlich besetzte die französische Armee am 17. Februar 1859 Saigon unter dem Vorwand, unter Kaiser Tự Đức würden die französischen Missionare verfolgt. Durch den am 5. Juni 1862 geschlossenen Vertrag von Saigon wurde die Stadt zur Hauptstadt der französischen Kolonie Cochinchina erklärt.
Die heutige Ho-Chi-Minh-Stadt verdankt ihr Erscheinungsbild und ihren Charakter vor allem den französischen Kolonisten. Im Rahmen eines breit angelegten Programms öffentlicher Bauvorhaben wurden Kanäle zugeschüttet und Sumpfgebiete trockengelegt. Dampfstraßenbahn-Linien wurden eingerichtet und verkehrten auf dem strengen Gitternetz der von Tamarinden gesäumten Straßen, die in den 1930er Jahren solch „unvietnamesische“ Namen trugen wie Boulevard de la Somme oder Rue Rousseau.

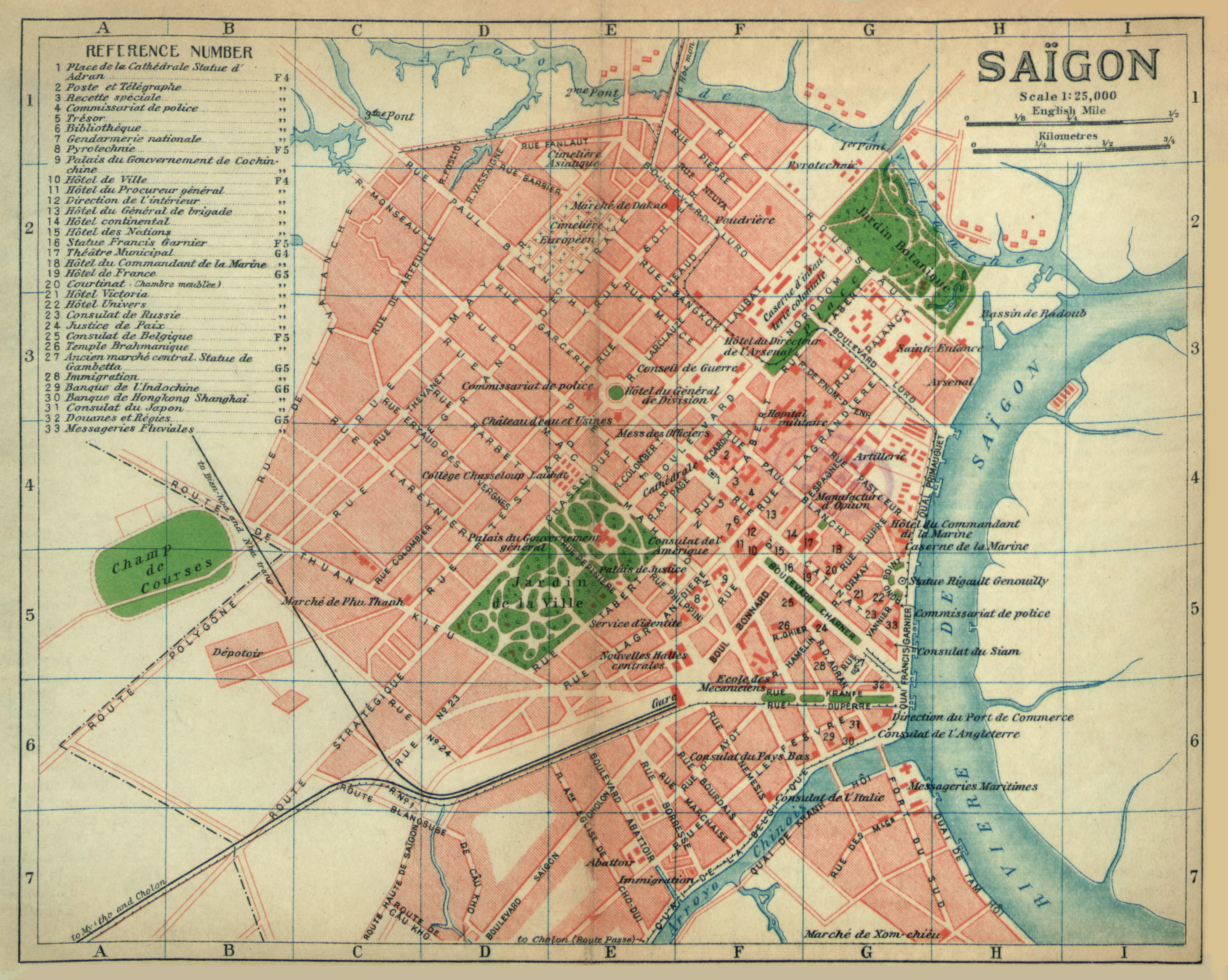
Stadtplan von 1920

Es entstanden auffällige Beispiele europäischer Architektur, während zahlreiche Cafés und Boutiquen eröffnet wurden, um die Bedürfnisse der Europäer zu befriedigen. Die Stadt war so sehr von einer französischen Atmosphäre durchdrungen, dass der englische Schriftsteller Somerset Maugham, der Saigon in den 1920er Jahren besuchte, sie mit einer kleinen Provinzstadt in Südfrankreich verglich und als unbekümmerte und fröhliche Kleinstadt beschrieb. Peter Scholl-Latour beschrieb Saigon in seinem Buch Der Tod im Reisfeld: 30 Jahre Krieg in Indochina als die eleganteste und kultivierteste Stadt Asiens in jener Ära.
Die großen Gewinne, die die colons (Siedler) aus dem Export von Kautschuk und Reis über Saigons rasch wachsenden Überseehafen abschöpften, investierten sie teilweise wieder in die Entwicklung der Stadt. Die Lebensbedingungen der Vietnamesen waren während der französischen Kolonialherrschaft indes sehr schwer. Ihr Widerstand äußerte sich vor allem in Form zahlreicher Streiks in den 1920er und 1930er Jahren. Die Nationalbewegung erstarkte aber erst, nachdem der Zweite Weltkrieg Südostasien erreicht hatte. Am 28. Juli 1941 nahmen japanische Truppen Saigon ein.

### Unabhängigkeit und Indochinakrieg
Nach der Ausrufung des Waffenstillstands zwischen Japan und den Alliierten am 19. August 1945 begannen die Việt-Minh-Guerillas die Macht in Vietnam zu übernehmen. Dieser Prozess, der als Augustrevolution in die vietnamesische Geschichte einging, war mit der Befreiung Saigons am 28. August 1945 abgeschlossen. Die nun gewonnene Freiheit nutzte Hồ Chí Minh dazu, am 2. September 1945 in Hanoi die Unabhängigkeit Vietnams zu verkünden.
Als der Zweite Weltkrieg zu Ende war, bekam die britische Armee den Auftrag, die japanischen Truppen im südlichen Vietnam zu entwaffnen. Als die Briten am 13. September 1945 in Saigon eintrafen, verhalfen sie den Franzosen sogleich wieder an die Macht und schufen damit die Grundlage für einen 30 Jahre andauernden Krieg. Nach anfänglichen Zugeständnissen an die Việt Minh entschloss sich die französische Verwaltung im Dezember 1946, die Organisation militärisch zu beseitigen und den alten Status der Kolonie wiederherzustellen.
Während der Feierlichkeiten zum französischen Nationalfeiertag kam es am 14. Juli 1949 in Saigon zu Unruhen, bei denen 22 Personen getötet und 118 verletzt wurden.
Vom Indochinakrieg gegen die Franzosen blieb Saigon weitgehend verschont, denn die Kämpfe wurden überwiegend in ländlichen Regionen ausgetragen. Der Krieg endete mit der Kapitulation der Franzosen am 7. Mai 1954 nach der Schlacht um Điện Biên Phủ im hohen Norden des Landes, als sie durch die Việt Minh besiegt wurden. Davor hatten sie aber Kaiser Bảo Đại installiert, der Saigon zur Hauptstadt seines Reiches machte. Nach der Teilung Vietnams in Nord- und Südvietnam blieb Saigon Hauptstadt des südlichen Teils unter der Regierung von Präsident Ngô Đình Diệm.

### Vietnamkrieg

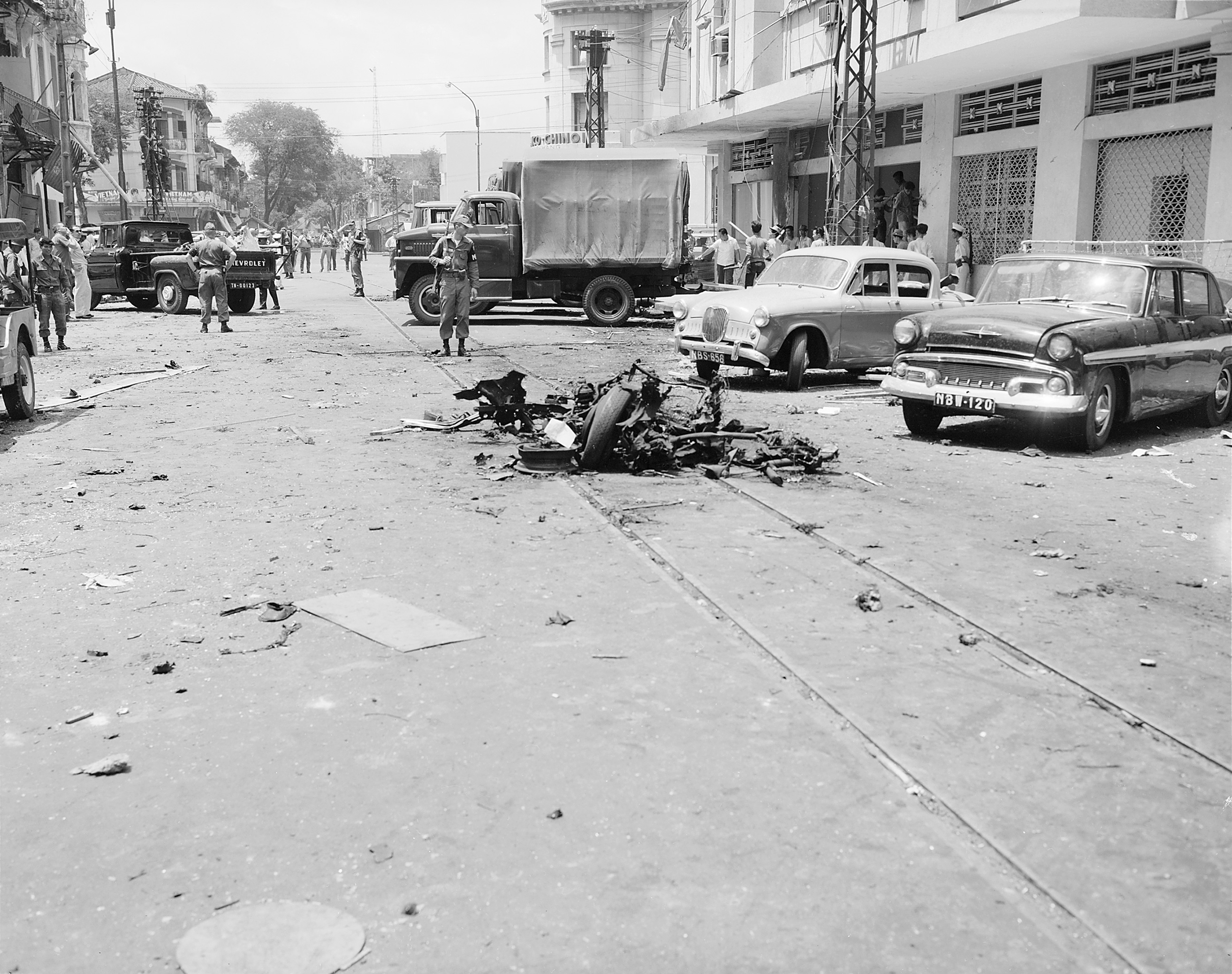
Terroranschlag des Vietcong 1965 in Saigon

Während des Vietnamkriegs waren ab 1965 zehntausende US-amerikanische Soldaten in Saigon stationiert, wovon die lokale Wirtschaft profitierte, was aber auch zur Entwicklung von ausufernder Prostitution führte. Die Kriegsjahre forderten einen schweren Tribut: Durch die Flächenbombardements der US-Amerikaner in den ländlichen Regionen kamen mehrere Millionen Flüchtlinge in die relativ sichere Stadt.
Die blutige Niederschlagung einer Demonstration von buddhistischen Mönchen im Sommer 1963, bei der sich einige Mönche verbrannten, führte zum Ausbruch der Buddhistenkrise. Am 1. November 1963 stürzten in Saigon Generäle der südvietnamesischen Armee die Regierung Ngô Đình Diệm. Der erste Präsident der Republik Südvietnam und mehrere Mitglieder der Regierung wurden hingerichtet.

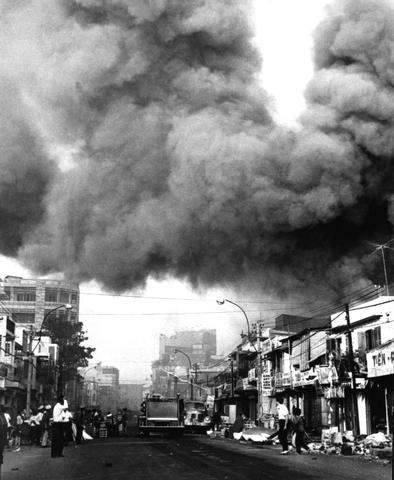
Saigon während der Tet-Offensive 1968

Während der Tet-Offensive gelang dem Vietcong am 31. Januar 1968 ein sehr symbolträchtiger Angriff auf die US-amerikanische Botschaft in Saigon. Allerdings wurden die 19 Kämpfer, die das Botschaftsgebäude stürmen wollten, getötet, bevor sie das Gebäude betreten konnten. Weitaus stärkere Angriffe fanden in und nahe bei Saigon auf den Flugplatz und die Hauptquartiere von General William Westmoreland sowie des südvietnamesischen Militärs statt. Doch die US-Amerikaner brauchten nur kurze Zeit, um sich zu sammeln und zurückzuschlagen. Schon am nächsten Morgen griffen sie die Nordvietnamesen an, und binnen fünf Tagen waren diese kleinen Truppenteile vollständig geschlagen.
Die Tet-Offensive brachte dem Vietcong zwar nicht den erwünschten militärischen Durchbruch, sie war aber entscheidend vor allem im Hinblick auf die öffentliche Meinung in den USA. Der Eindruck eines nicht zu gewinnenden und sinnlos gewordenen Krieges setzte sich durch. Mit dem Abzug der US-amerikanischen Soldaten 1973 ging die wirtschaftliche Aktivität spürbar zurück.
1975 war die US-amerikanische Botschaft Schauplatz der Hubschrauber-Evakuierung mit dem Codenamen Operation Frequent Wind, die den endgültigen Rückzug der USA aus Vietnam markierte. Das Gelände war eine der 13 designierten Landezonen, wo sich alle Ausländer versammeln sollten, sobald sie im Radio die Worte „It is 112 degrees and rising“, gefolgt von dem Bing-Crosby-Song White Christmas hörten.
Am Mittag des 29. April 1975 wurde das Signal gesendet, und in den folgenden achtzehn Stunden flog ein Helikopter nach dem anderen die Passagiere zur 7. Flotte der US-Kriegsmarine, die vor der Küste von Vũng Tàu wartete. Rund zweitausend Flüchtlinge wurden allein vom Dach der Botschaft evakuiert, bevor US-Botschafter Graham Martin schließlich am folgenden Morgen mit dem zusammengerollten Sternenbanner unter dem Arm als letzter das Gebäude verließ. Zahlreiche vietnamesische Zivilisten blieben vor den Toren der Botschaft zurück und mussten sich den Kommunisten ergeben.

### Kommunistische Machtübernahme
Als am 30. April 1975 Panzer der nordvietnamesischen Streitkräfte und ihres Verbündeten, der Nationalen Front für die Befreiung Südvietnams, die Umzäunung des Präsidentenpalastes in Saigon durchbrachen – einer der Panzer ist später zur Erinnerung an Ort und Stelle aufgestellt worden – und die Flagge Nordvietnams auf dem Gebäude gehisst wurde, war der Vietnamkrieg offiziell beendet. Kurze Zeit zuvor hatte der letzte US-amerikanische Hubschrauber das Gelände verlassen; die Ausrüstungsgegenstände der US-Amerikaner und der südvietnamesischen Regierung, die damals in der Eile zurückgeblieben waren, können im Palast besichtigt werden.
Während die Kommunisten dieses Ereignis als Befreiung Saigons bezeichnen, nennen es die Südvietnamesen und US-Amerikaner den Fall Saigons. Am 2. Juli 1976 wurden Nord- und Südvietnam unter dem Namen Sozialistische Republik Vietnam wiedervereint, Saigon nach dem früheren Präsidenten Nordvietnams in Ho-Chi-Minh-Stadt umbenannt. Damit einher ging die Rückbenennung von Hanoi.

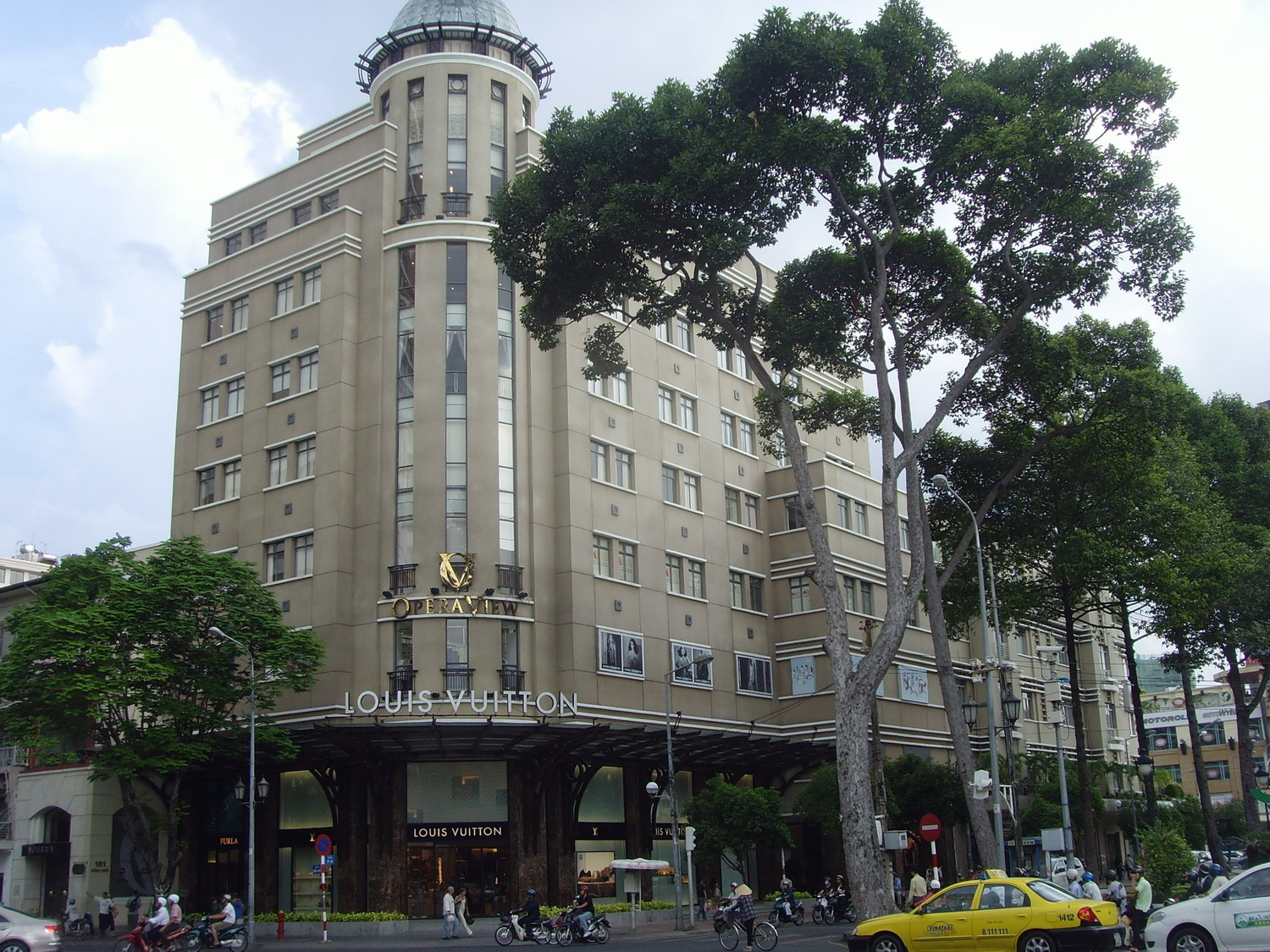
Boutique Louis Vuitton

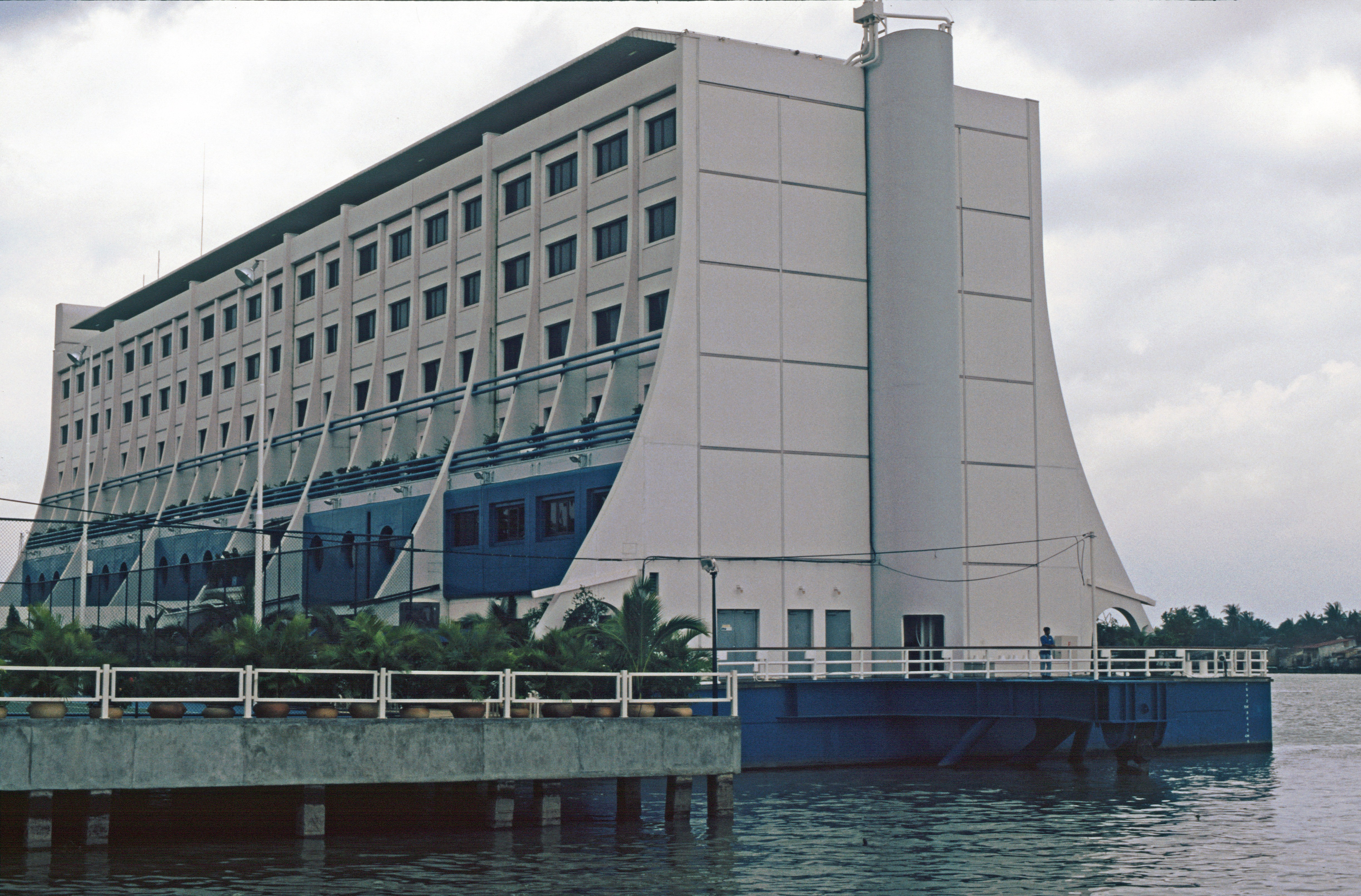
Das Saigon Floating Hotel (1991)

Waffelverkauf auf der Straße

Unkluge politische Entscheidungen im Anschluss an die Wiedervereinigung hatten eine gesellschaftliche und wirtschaftliche Stagnation zur Folge, deren Auswirkungen noch immer zu sehen sind. Erschwerend kam hinzu, dass mehrere tausend Südvietnamesen, die vorher mit den US-Amerikanern kooperiert hatten, in Umerziehungslager geschickt wurden, während Millionen Menschen auf dem Seeweg als Boatpeople das Land verließen.
Erst seit 1986, als die Erneuerungspolitik Đổi mới die Liberalisierung der Wirtschaft eingeleitet hatte und die Marktwirtschaft eine neue Chance erhielt, hat sich Ho-Chi-Minh-Stadt rasant zum Finanz- und Wirtschaftszentrum Vietnams entwickelt, wovon einige schimmernde Wolkenkratzer und Nobelhotels im Stadtzentrum zeugen. In Folge des Đổi mới erlebte der Tourismus in Vietnam einen Aufschwung, so dass Bedarf an neuen, vergleichsweise luxuriösen Unterkünften bestand. Um hier schnell Abhilfe zu schaffen, wurde 1989 ein ursprünglich für australische Gewässer gebautes schwimmendes Hotel nach Ho-Chi-Minh-Stadt gebracht und am Ufer des Flusses Saigon, direkt vor der Trần-Hưng-Đạo-Statue, vertäut (Liegeplatz). Das offiziell Saigon Floating Hotel, von den Einheimischen aber meist nur The Floater genannte Hotel wurden vor allem bei Ausländern schnell populär. Als in der Stadt ausreichend herkömmliche Hotels zur Verfügung standen, wurde der Betrieb 1996 eingestellt und das Hotel nach einer Renovierung nach Nordkorea gebracht.
Die andere Seite ist die steigende Kriminalitätsrate. Korruption, Prostitution, Drogenhandel und organisierte Kriminalität sorgen regelmäßig für Schlagzeilen in der vietnamesischen Presse. Nach einem spektakulären Prozess kam es 2004 zur Hinrichtung von Năm Cam, einem berüchtigten Mafia-Boss in Ho-Chi-Minh-Stadt. Auch die Zahl der HIV-Infektionen hat sich in der Stadt in den letzten Jahren dramatisch vervielfacht: 2004 wurden offiziell 12.000 HIV-Fälle genannt. Betroffen sind vor allem Prostituierte (viele haben im benachbarten Kambodscha gearbeitet) und Drogenabhängige (wegen der gemeinsamen Benutzung von Injektionsnadeln). Landesweit steht Ho-Chi-Minh-Stadt an der Spitze der HIV-Infektions-Statistik.

### Einwohnerentwicklung

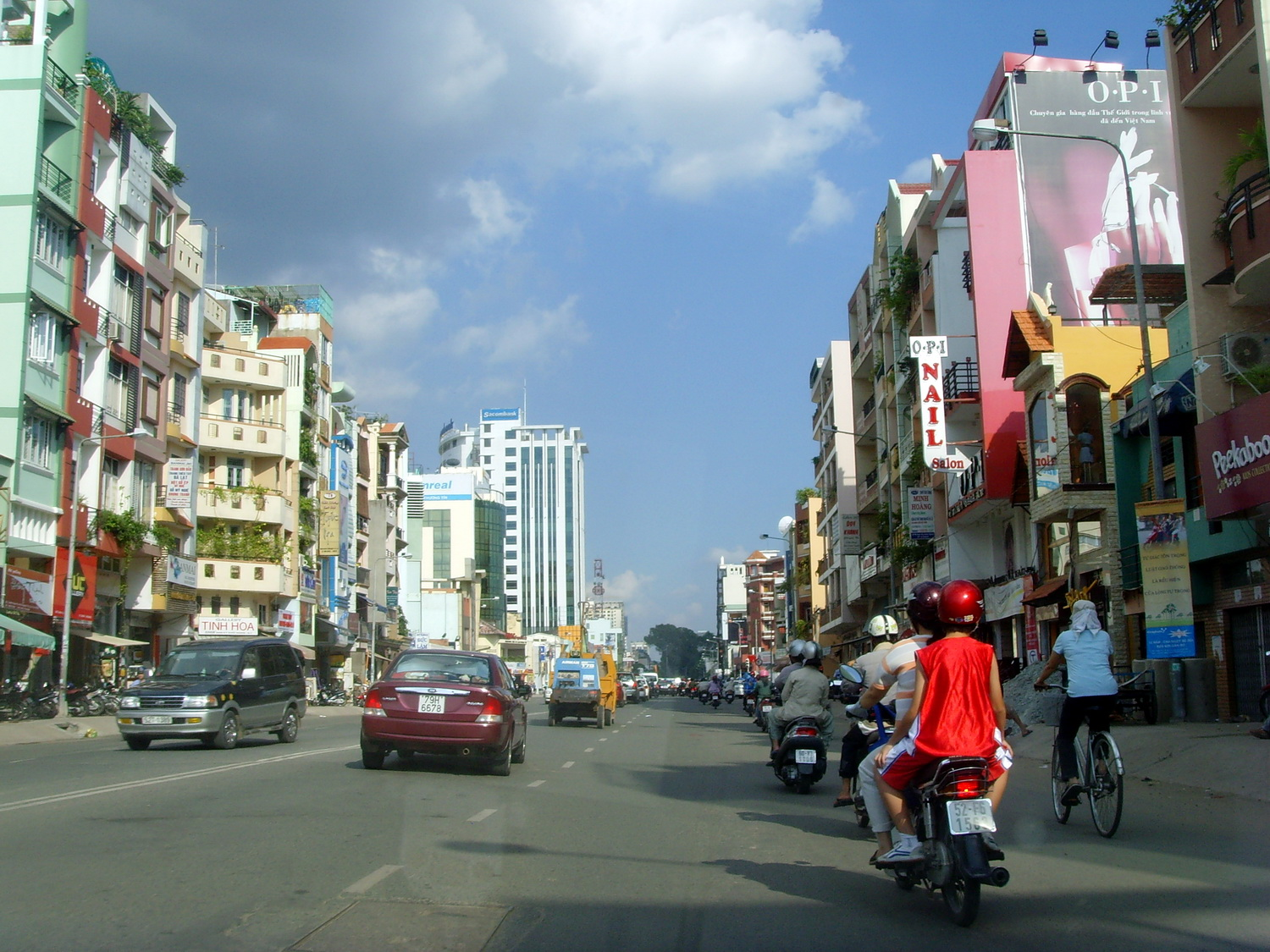
Straßenverkehr

Einwohnerentwicklung von 1698 bis 2004

Seit Beginn der französischen Kolonialisierung verzeichnete das ehemalige Saigon ein schnelles Bevölkerungswachstum. Von 7000 Einwohnern im Jahre 1862 verzehnfachte sich diese Zahl bis 1911 auf 68.000. Schon 1914 wurde die Grenze von 100.000 erreicht und 1939 lebten in der Stadt bereits eine halbe Million Menschen. Während des Zweiten Weltkriegs verdoppelte sich die Einwohnerzahl auf rund eine Million, bis 1974 noch einmal auf zwei Millionen.
Laut Volkszählung vom 1. April 2019 lebten im gesamten Verwaltungsgebiet der Stadt 8.993.082 Menschen (2009 = 7.123.340), davon 7.125.493 in den 19 städtischen Bezirken (2009 = 5.929.479) und 1.867.589 in den fünf ländlichen Bezirken (2009 = 1.193.861). Damit ist sie die bevölkerungsreichste Stadt Vietnams sowie die bevölkerungsreichste administrative Einheit des Landes. Bis zum Jahr 2050 wird mit einer Bevölkerung von 11,9 Millionen Menschen im Ballungsraum gerechnet.
Ein erheblicher Teil des Bevölkerungswachstums seit Beginn der kolonialen Entwicklung beruht auf Zuwanderung aus dem Hinterland. Neben ethnischen Vietnamesen (87 %) sind 11 % der Einwohner Überseechinesen (Hoa). Auch Menschen von anderen ethnischen Minderheiten Vietnams (Khmer, Cham, Nung, Rhade) leben in der Stadt. Ihr Anteil an der Gesamtbevölkerung beträgt zusammen 2 %. Laut Volkszählung 2004 verteilten sich die Religionen wie folgt: Buddhisten 50 %, Katholiken 12 %, Protestanten 2 %, andere (Caodisten, Hoa Hao, Muslime, Hindus) 2 %, keiner Religion zugehörig sind 34 % der Einwohner von Ho-Chi-Minh-Stadt.
Die Einwohnerzahlen in der folgenden Tabelle beziehen sich auf die Kernstadt, ohne die Bevölkerung der ländlichen Bezirke. Bis 1975 handelt es sich meist um Schätzungen, danach um Volkszählungsergebnisse.
| Jahr | Einw.  |
| ---- | ------ |
| 1698 | 5.000  |
| 1859 | 33.000 |
| 1862 | 7.000  |
| 1881 | 13.481 |
| 1890 | 37.600 |
| 1900 | 50.300 |

| Jahr | Einw.   |
| ---- | ------- |
| 1907 | 55.951  |
| 1911 | 67.739  |
| 1914 | 100.000 |
| 1926 | 143.197 |
| 1931 | 123.300 |
| 1936 | 110.600 |

| Jahr | Einwohner |
| ---- | --------- |
| 1939 | 495.781   |
| 1943 | 498.143   |
| 1945 | 976.000   |
| 1948 | 1.179.000 |
| 1954 | 1.723.360 |
| 1958 | 1.383.200 |

| Jahr | Einwohner |
| ---- | --------- |
| 1962 | 1.431.000 |
| 1967 | 1.736.880 |
| 1973 | 1.825.000 |
| 1975 | 2.377.040 |
| 1976 | 2.442.798 |
| 1979 | 2.700.849 |

| Jahr | Einwohner |
| ---- | --------- |
| 1989 | 2.946.426 |
| 1992 | 3.015.743 |
| 1999 | 4.204.662 |
| 2004 | 5.140.412 |
| 2009 | 5.929.479 |
| 2019 | 7.125.493 |

## Politik

### Stadtregierung

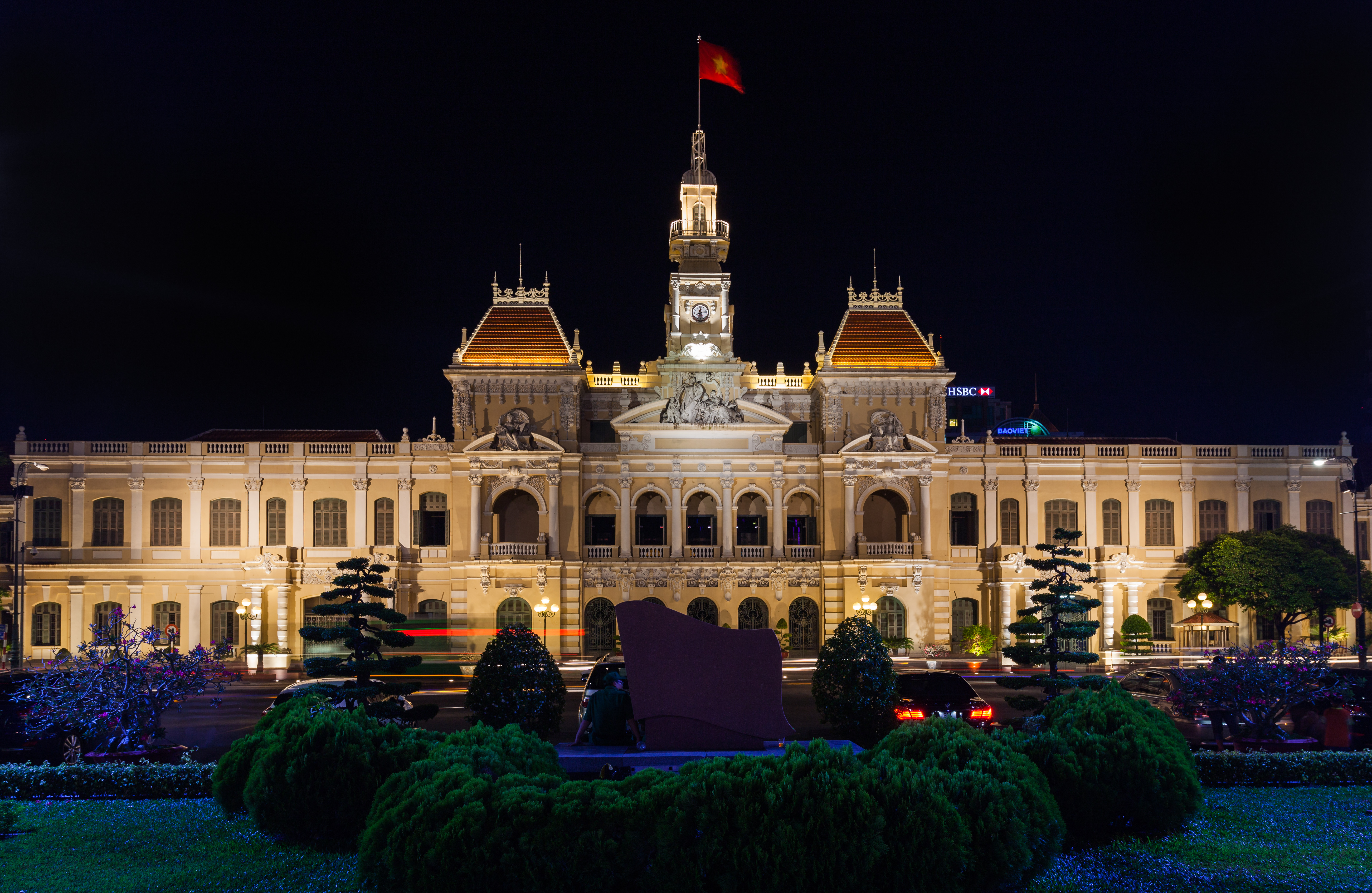
Das Alte Rathaus (1906 im französischen Kolonialstil erbaut)

Ho-Chi-Minh-Stadt ist direkt der Zentralregierung unterstellt und somit formell einer Provinz Vietnams gleichgestellt. Sie wird von einem Volksrat regiert, der zumindest in der Theorie von der Bevölkerung gewählt wird. Der Volksrat ernennt ein Volkskomitee als seinen ausführenden Arm. Diese Struktur ist ähnlich der Struktur der Zentralregierung Vietnams. Die Stadtregierung hat sich der Zentralregierung unterzuordnen. Ratsvorsitzender ist Huynh Dam, Vorsitzender des Volkskomitees Le Thanh Hai.

### Städtepartnerschaften
Hồ-Chí-Minh-Stadt unterhält mit folgenden Städten Partnerschaften:
- seit 1968: Taipeh, Republik China (Taiwan)
- seit 1990: Shanghai, Volksrepublik China
- seit 1995: Busan, Südkorea
- seit 1995: San Francisco, USA
- seit 2021: Leipzig, Deutschland[10]

## Kultur und Sehenswürdigkeiten

### Theater

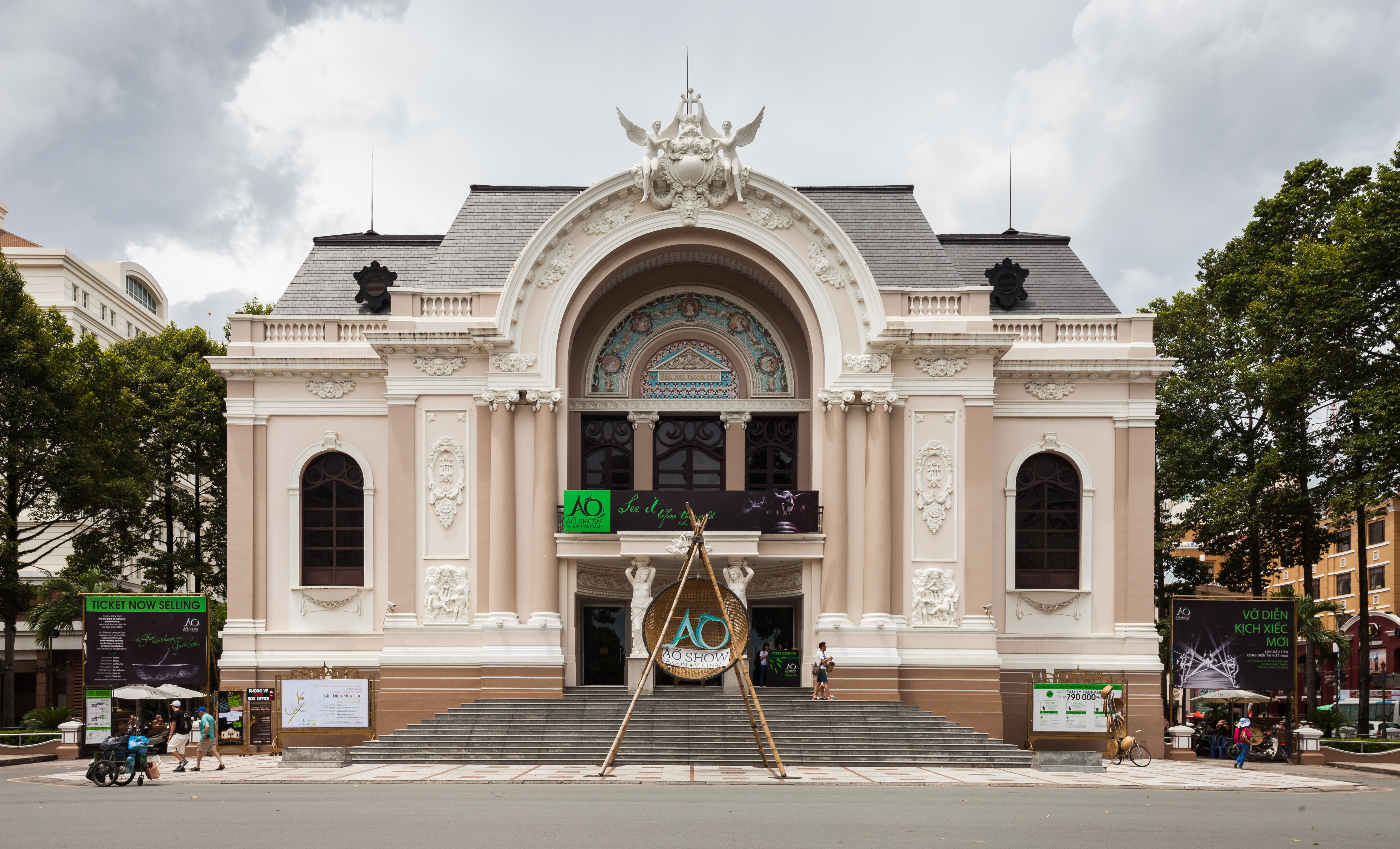
Das Stadttheater bzw. Saigon Opera House (1897 im französischen Kolonialstil erbaut)

An der Ostseite des Lam Son-Platzes steht das 1899 eröffnete Stadttheater, dessen kolossaler, kuppelförmiger Eingang Richtung Südwesten auf die Le Loi weist. 1955 war dort vorübergehend die Nationalversammlung untergebracht, doch heute werden in dem restaurierten Gebäude wieder Modenschauen, Theaterstücke und Tänze dargeboten.
Das Hoa Binh-Theater in der 3 Thang 2 bietet regelmäßig Aufführungen moderner und klassischer vietnamesischer Musik, traditionelle Theaterstücke und Tänze, Modenschauen, Konzerte (manchmal auch von Künstlern aus dem Westen) und synchronisierte Filme.
Das Binh Quoi Cultural Village in der Xo Viet Nghe Tinh zeigt ein von der Firma Saigontourist organisiertes Programm aus Volksmusik, traditionellen Tänzen und Wasserpuppentheater, das auch mit einer abendlichen Kreuzfahrt auf dem Saigon-Fluss kombiniert werden kann.

### Museen

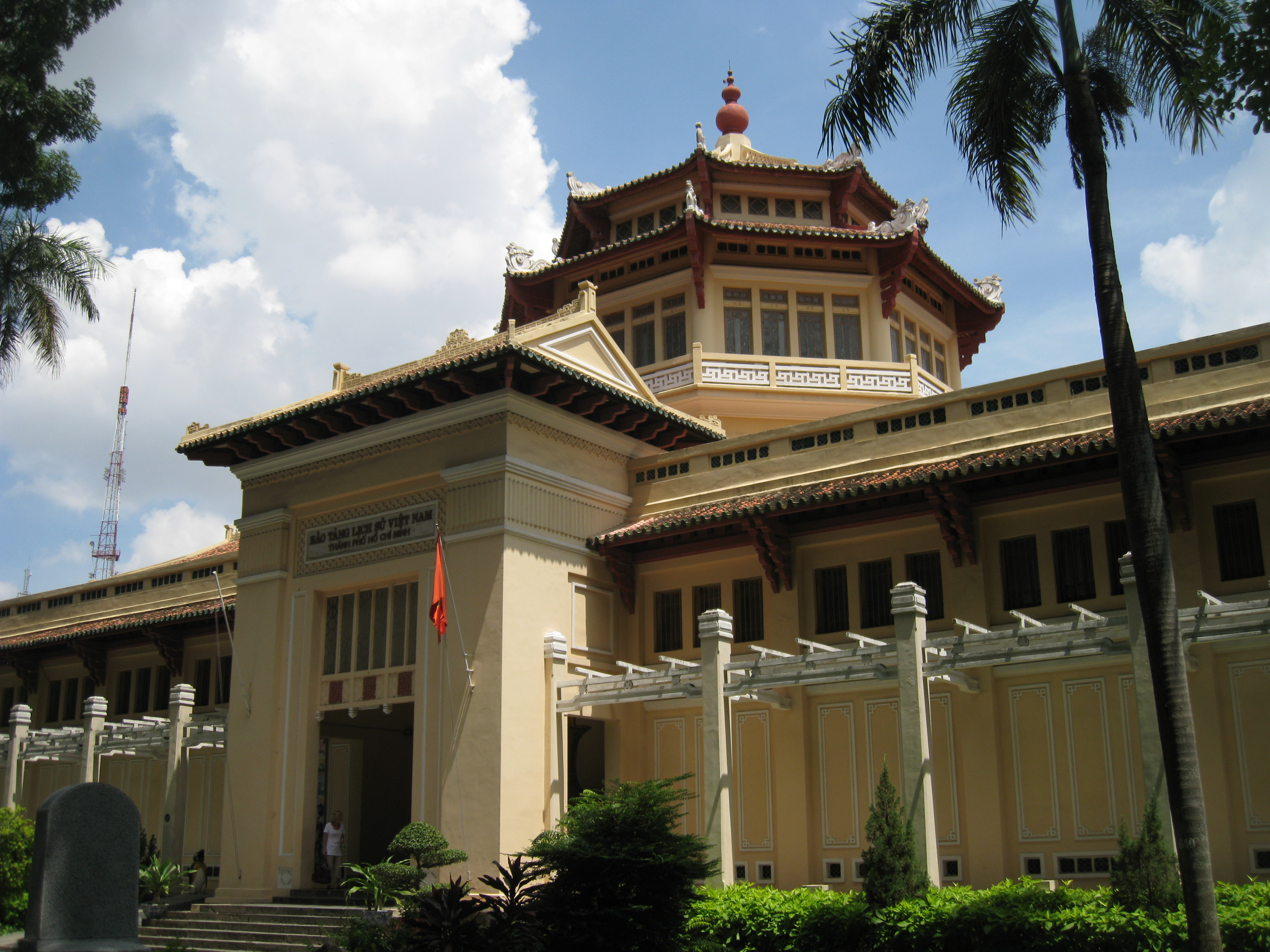
Historisches Museum

Ein Dach im Stil einer Pagode krönt das Historische Museum der Stadt. Es beherbergt eine Reihe von Galerien, die anhand einer Ausstellung von Artefakten und Gemälden die Geschichte Vietnams von den frühen Entwicklungsstufen bis zum Ende der französischen Kolonialherrschaft nachzeichnet. In weiteren Räumen sind so verschiedenartige Objekte wie Buddha-Bildnisse aus ganz Asien, Cham-Kunst aus dem 7. und 8. Jahrhundert und Kunsthandwerksobjekte der ethnischen Minderheiten des Landes zu finden. Ein Raum ist gefüllt mit exquisiten Keramikgegenständen aus Japan, Thailand und Vietnam. Auch ein Wasserpuppentheater mit täglichen Vorstellungen befindet sich im Museum.
Im Kriegsopfermuseum gibt es eine Sammlung von Panzern, Flugzeugen und anderen Waffen, die von der US-Armee erbeutet wurden. Eine Fotogalerie zeigt Kriegshandlungen, den Einsatz von Napalm sowie der Entlaubungsmittel Agent Orange und Agent Blue, die über Vietnam versprüht wurden. Die Folgen waren eine Zunahme von Krebs, Geburtsschäden, Missbildungen und Umweltzerstörung. Die Darstellung der Geschichte in diesem Museum beschränkt sich auf die Sicht der Sieger.
Das Revolutionsmuseum ist im früheren Palast des Gouverneurs von Cochinchina untergebracht, welcher während des Vietnamkriegs auch als Residenz von Präsident Diem genutzt wurde. Das Museum zeigt viele Fotos und Gegenstände aus dem Krieg. Ausgestellt sind auch Kleidungsstücke vietnamesischer Soldaten.
Das Hồ-Chí-Minh-Museum befindet sich im 1863 errichteten früheren Sitz der Zollverwaltung. Es zeichnet anhand von Fotografien, Dokumenten und Artefakten den Kampf des vietnamesischen Volkes gegen die französischen und US-amerikanischen Besatzer nach. Im Erdgeschoss befindet sich eine Sammlung aus alten Artefakten und historischen Gegenständen, dazu ein Bereich Naturgeschichte und ein weiterer Abschnitt mit Kleidung und Werkzeugen der ethnischen Minderheiten. Im Obergeschoss, wo der Schwerpunkt auf dem Vietnamkrieg liegt, präsentiert das Museum Ausstellungsstücke, die sich mit dem Erfindungsreichtum der Vietnamesen beschäftigen. Darunter sind unter anderem aus Fahrradteilen zusammengebastelte Minenwerfer, ein Suzuki-Motorrad, in dessen hohlen Rahmenteilen Dokumente nach Saigon geschmuggelt wurden, und ein Boot mit doppeltem Boden als Waffenversteck.
Das Kunstmuseum ist in einer herrschaftlichen Kolonialvilla eingerichtet. Unter- und Erdgeschoss sind kommerziellen Kunstwerken gewidmet, die dort über diverse Galerien zum Kauf angeboten werden. Der erste Stock wird von revolutionärer Politkunst beherrscht und zeigt größtenteils Motive von Soldaten, Kriegsschauplätzen und Hồ Chí Minh. Im zweiten Stock befinden sich neben einer Sammlung von Statuen der Minderheiten Oc Eo und Cham vergoldete Buddhas und andere antike Gegenstände.

### Straßen

Dekoration für Tết Nguyên Đán auf der Nguyen Hue

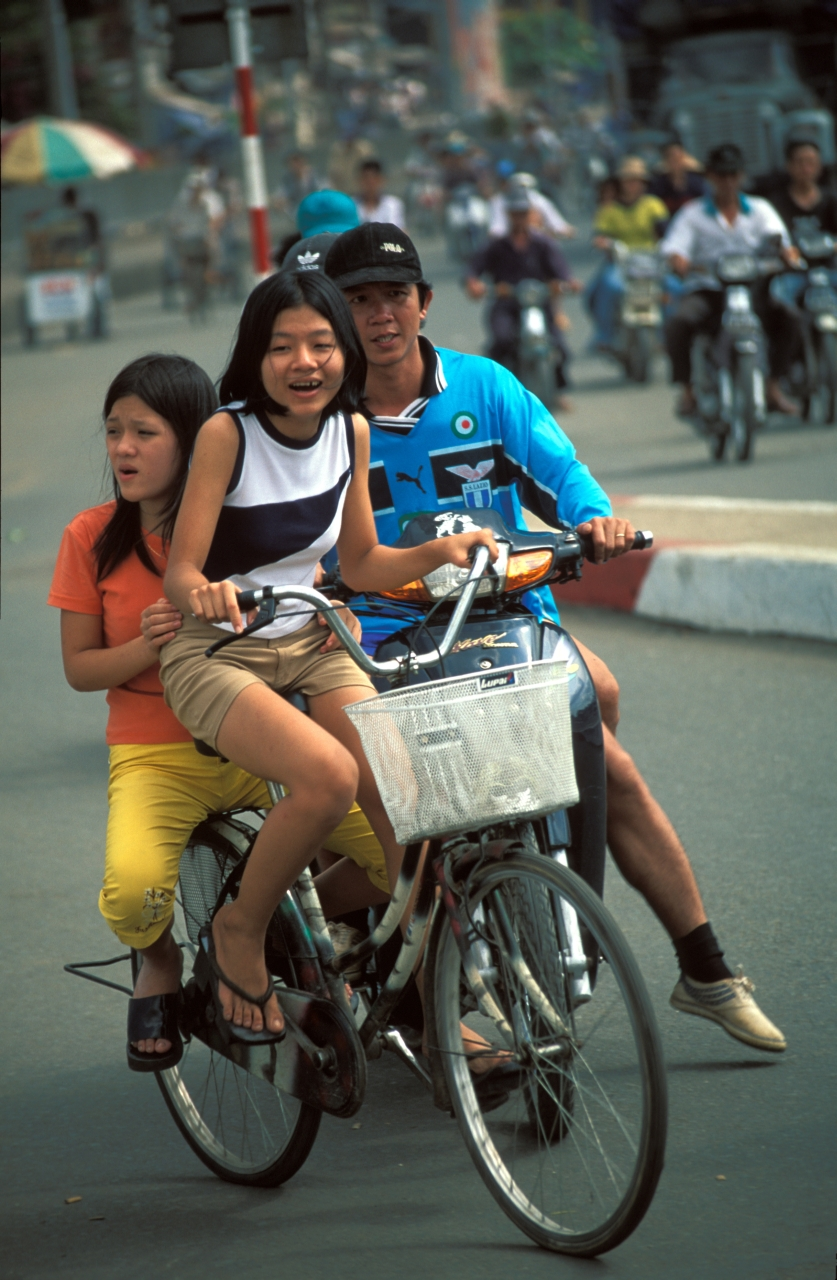
Fahrräder und Motorroller bestimmen das Straßenbild

Die Dong Khoi war unter dem Namen Rue Catinat schon während der französischen Kolonialherrschaft die Flaniermeile Saigons. Während des Vietnamkriegs war sie Standort von zahlreichen Bars und Bordellen, die die Bedürfnisse der US-amerikanischen Soldaten befriedigten. Seit dem Doi Moi wird die Straße des Aufstands, wie die deutsche Übersetzung lauten würde, wieder ihrem alten Ruf gerecht und man findet hier viele Bars, Restaurants und teure Designerläden.
Nguyen Hue ist die Parallelstraße zu Dong Khoi. Sie wurde als Boulevard Charner errichtet und wurde als Champs Elysées des Ostens bezeichnet. Heute ist Nguyen Hue nach langer Bauzeit der U-Bahn als große Flaniermeile am 30. April 2015 mit nur zwei schmalen Fahrbahnen für Taxis am Rand wiedereröffnet worden.
Der Le-Duan-Boulevard, in französischem Stil wie Nguyen Hue errichtet, verbindet den Stadtkern mit dem Botanischen Garten. Verkehrsmäßig wichtiger ist jedoch der Nguyen Thi Minh Khai, der nördlich parallel zum Le-Duan verläuft. Beide sind heute wieder der Sitz mehrerer diplomatischer Vertretungen, auch vom deutschen Generalkonsulat. Auch die US-amerikanische Botschaft befand sich einst hier; während des Vietnamkriegs war sie Schauplatz eines spektakulären Überfalls zu Beginn der Tet-Offensive. In den letzten Kriegstagen flogen Hubschrauber die letzten verbliebenen US-Amerikaner auf ein Kriegsschiff vor der Küste aus. Das US-amerikanische Generalkonsulat ist mittlerweile neu gebaut und nur Gedenktafeln erinnern an jene dramatischen Ereignisse.

### Bauwerke

#### Weltliche Bauwerke

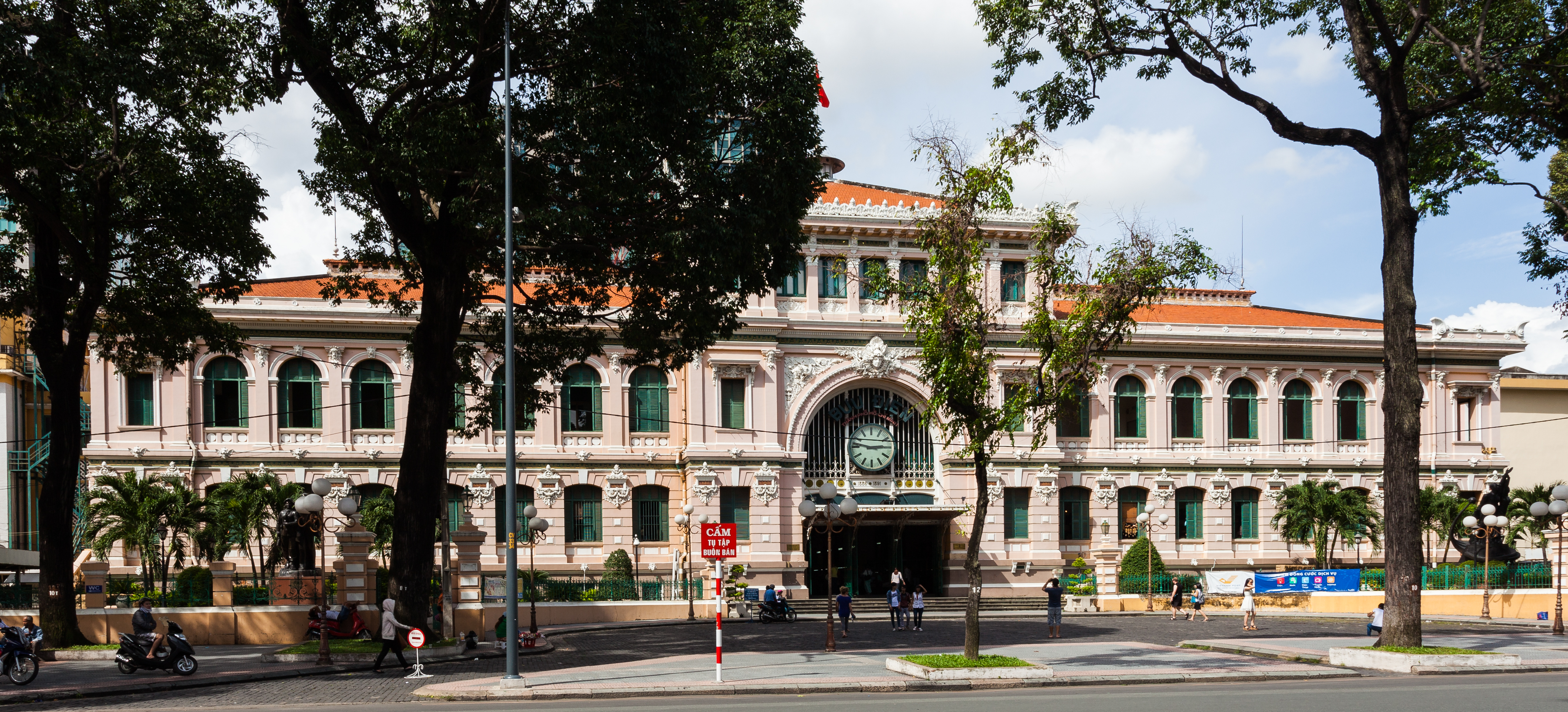
Hauptpost

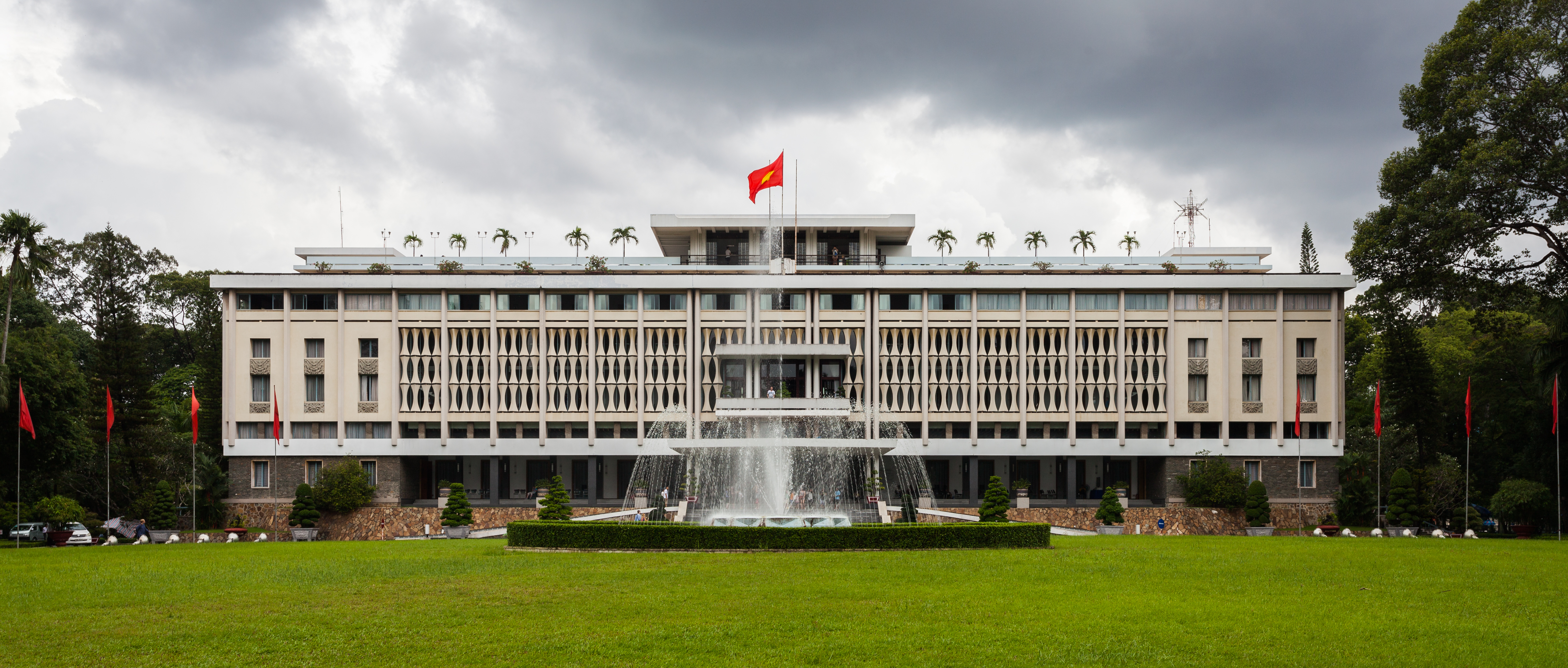
Wiedervereinigungspalast

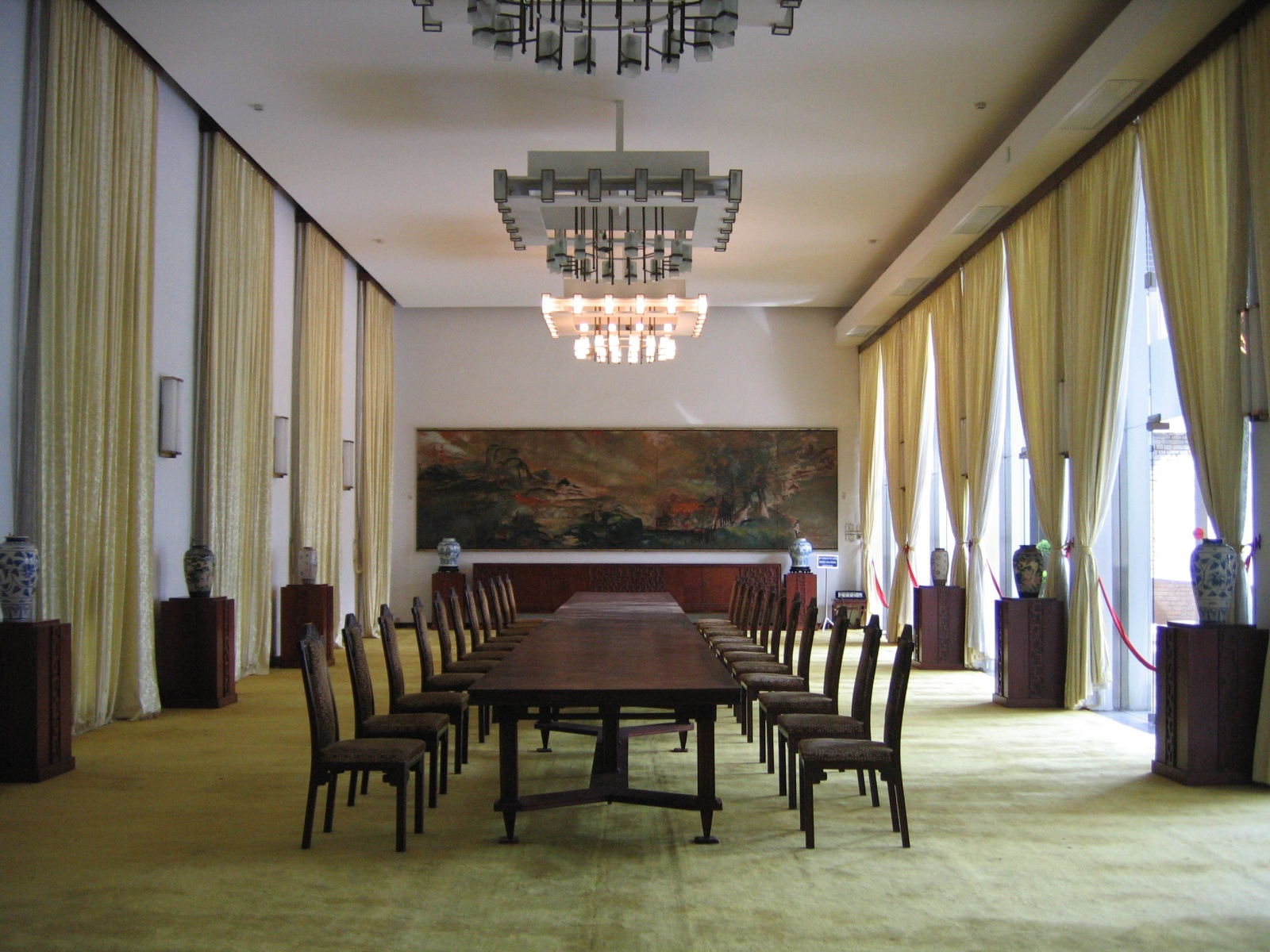
Bankett-Raum im Wiedervereinigungspalast

An der Dong Khoi steht das zwischen 1886 und 1891 errichtete Hauptpostamt. Abgesehen von einer Renovierung und Modernisierung der Schalter erfolgten seit der Entstehung fast keine Änderungen. Die Stahlkonstruktion des Gebäudes hatte der französische Ingenieur Gustave Eiffel entworfen. Von einem riesigen Gemälde in der Halle aus wacht Hồ Chí Minh über die Arbeit der Postangestellten.
Am nördlichen Ende von Nguyen Hue befindet sich das ehemalige Rathaus, ein Kolonialbau aus dem Jahre 1906. Hinter korinthischen Säulen, klassischen Figuren und Fensterläden ist heute das Volkskomitee untergebracht. Eine Statue von Hồ Chí Minh mit einem kleinen Kind auf dem Schoß wacht über den kleinen Park vor dem Gebäude.
Etwa 200 Meter südlich der Kathedrale, wo die Dong Khoi kurzzeitig etwas breiter wird, befindet sich der Lam Son-Platz mit dem Hotel Continental. Das berühmte Bauwerk mit seiner weißen Fassade, dem rotierenden Globus und seinen ockerfarbenen Dach war einst eine Bastion der feinen französischen Gesellschaft und zählt auch heute noch zu den renommiertesten Adressen der Stadt. In der ersten Hälfte des 20. Jahrhunderts war die Frontterrasse des Hotels der Ort zum Sehen und Gesehenwerden.
Daher überrascht es auch nicht, dass auch Somerset Maugham Mitte der 1920er Jahre hierher kam: »Es ist sehr angenehm, mit einem harmlosen Getränk unter der Markise auf der Terrasse des Hotel Continental zu sitzen [und] in der Lokalzeitung von den hitzigen Kontroversen über die Angelegenheiten der Kolonie zu lesen«, schreibt er. In unmittelbarer Nähe steht gegenüber dem wesentlich kleineren Hotel Continental das 1958 gebaute und inzwischen renovierte Hotel Caravelle. In früheren Zeiten war das Gebäude die bevorzugte Adresse westlicher Journalisten und Kriegsberichtserstatter.
Nordwestlich der Kathedrale weht die Nationalflagge auf dem Wiedervereinigungspalast, einem weiß getünchten Betonbau. Das Gebäude steht auf dem Gelände des früheren Norodom-Palastes, einer kolonialzeitlichen Villa von 1871, die einst dem Generalgouverneur von Indochina als Residenz diente. Mit dem Abzug der Franzosen 1954 machte Ngo Dinh das extravagante Gebäude zu seinem Präsidentenpalast, doch nachdem das Gebäude im Februar 1962 bei einem versuchten Attentat durch zwei abtrünnige südvietnamesische Piloten schwere Schäden erlitten hatte, wurde es schließlich abgerissen. Das heutige Gebäude hieß nach seiner Fertigstellung im Jahre 1966 zunächst Unabhängigkeitspalast, nur um nach der Eroberung des Südens 1975 in Wiedervereinigungshalle umbenannt zu werden. Die Innenausstattung stammt aus den 1960er und 1970er Jahren. Interessant ist unter anderem der dritte Stock, wo sich neben der Präsidentenbibliothek auch ein durch einen Vorhang verdunkelter Vorführraum und ein Salon mit einem Rundsofa und einer fassförmigen Bar befinden.
Das zweithöchste Gebäude der Stadt ist der Bitexco Financial Tower, das höchste der Landmark 81 Wolkenkratzer. Dieser ist mit einer Höhe von 461 m auch das höchste Gebäude von Vietnam.

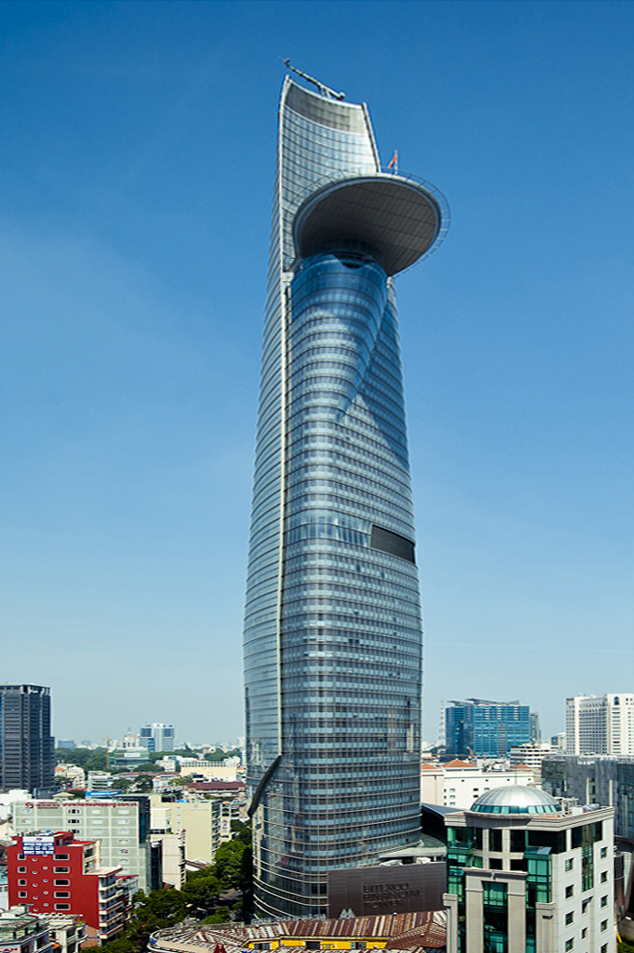
Bitexco Financial Tower, Zweithöchstes Gebäude der Stadt mit Hubschrauberlandeplatz

Im Jahr 2018 wurde das Deutsche Haus Ho Chi Minh City fertiggestellt und 2019 eröffnet. Der 25-stöckige Gebäudekomplex aus zwei Türmen wurde im Rahmen einer bilateralen Regierungsvereinbarung zwischen Deutschland und Vietnam initiiert. Er setzt Maßstäbe für Energieeffizienz „made in Germany“ und ist Standort des deutschen Generalkonsulats sowie anderer Institutionen und Unternehmen (unter anderem Adidas, Siemens, Apple, Visacard, Regus).

#### Brücken

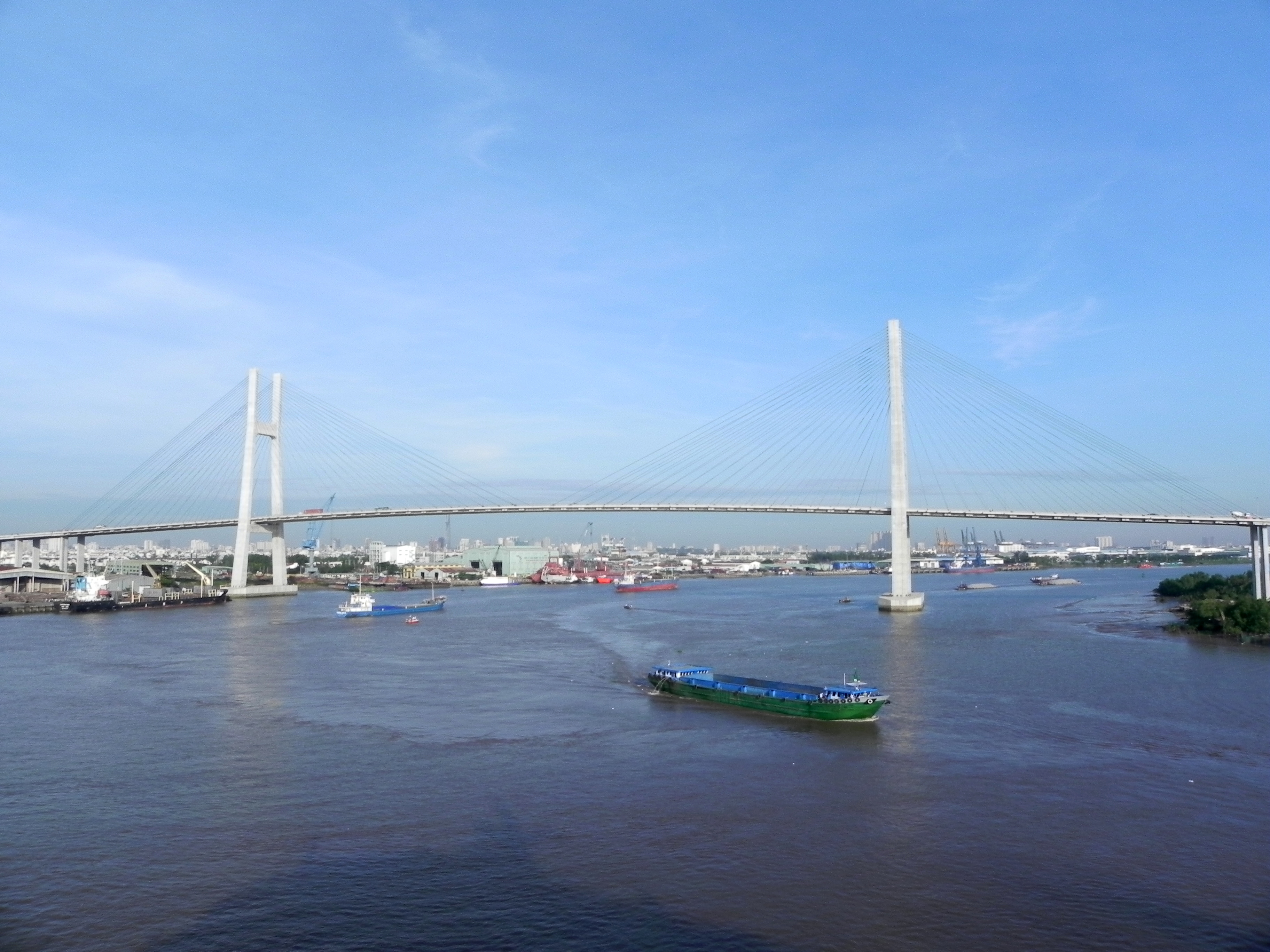
Phu-My-Brücke über den Saigon River

Zwischen dem 9. September 2005 und dem 2. September 2009 erfolgte der Bau der Phu My Brücke (Cầu Phú Mỹ). Es ist eine Schrägseilbrücke mit sechs Fahrspuren über den Saigon River. Sie verbindet die Thu Thiem New Urban Area auf der Nordseite mit dem Zentrum von Ho-Chi-Minh-Stadt. Über den National Highway 1A wurde zugleich die Verbindung nach Zentral- und Nordvietnam und das Mekong-Delta hergestellt.

#### Sakralbauten

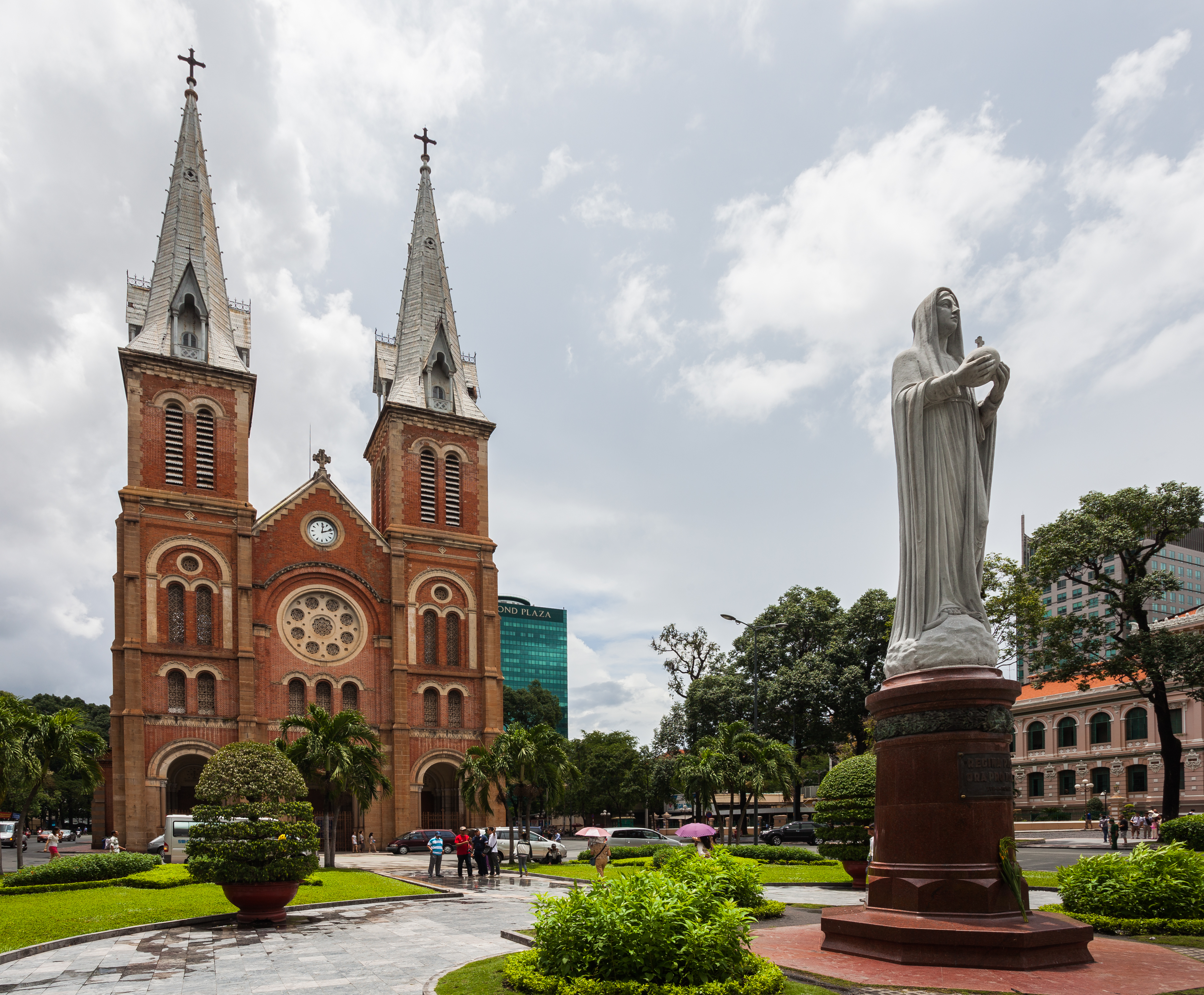
Notre Dame

Pagode des Jadekaisers

Die zwischen 1877 und 1883 aus Backstein errichtete neoromanische Kathedrale Notre-Dame ist eines der bedeutendsten Kolonialgebäude der Stadt und das Zentrum der katholischen Kirche in Südvietnam. Notre-Dame befindet sich am Nordende von Dong Khoi. Jeden Sonntag werden Messen in englischer Sprache gehalten. Auf dem davor liegenden Platz der Pariser Kommune steht eine Statue der Jungfrau Maria. Diese Kirche wird auch Notre-Dame des Ostens genannt.
Die Jade-Pagode ist die bunteste Pagode der Stadt. Sie wurde 1909 von der kantonesischen Gemeinde der Stadt errichtet und verehrt mehrere daoistische und buddhistische Gottheiten. Sie ist voll von Statuen und Schnitzereien asiatischer Gottheiten und Heldenfiguren. Im von Blumen gesäumten Hof vor dem Gebäude befindet sich ein Teich, dessen Bewohnern der Tempel seinen Beinamen „Schildkrötenpagode“ zu verdanken hat.
Der Thien-Hau-Tempel in der Nguyen Trai wird vor allem von einheimischen Frauen aufgesucht, die Me Sanh, der Göttin der Fruchtbarkeit, und Long Mau, der Göttin der Mütter und Neugeborenen, ihre Opfergaben darbringen. Als kantonesische Einwanderer den Tempel Mitte des 19. Jahrhunderts erbauten, benannten sie ihn nach Thien Hau, der Beschützerin der Seefahrer. Wer gerade aus China angekommen war, begab sich unverzüglich dorthin, um der Göttin für das sichere Geleit im Südchinesischen Meer zu danken. Drei Statuen der Göttin stehen hintereinander auf dem Altar, während ein auffälliges Gemälde an der vorderen Innenwand eine Szene beschreibt, in der Thien Hau einige heftig schaukelnde Schiffe sicher durch das vom Sturm gepeitschte Meer führt. Ein bemerkenswertes Detail des Tempels ist sein Dach, auf dem sich zahlreiche Figuren befinden.
An der Dong Du steht die in den 1930er Jahren erbaute Zentralmoschee mit weiß und blau getünchten Mauern und vier Minaretten. Südlich des Hotel Rex befindet sich der Tempel Sri Thendayyuthapani, dessen gopuram (ornamentaler Torturm) in der Ton That Thiep emporragt. Die aufwendigen Wandmalereien, die normalerweise in einem Hindu-Tempel zu finden sind, wurden durch Gemälde von Jawaharlal Nehru, Mahatma Gandhi sowie diversen Gottheiten aus dem hinduistischen Pantheon ersetzt, während die farbenfrohe Decke mit Lampen besetzt ist.
In der Truong Dinh steht der Hindu-Tempel Sri Mariamman. Die imposanten gelben Mauern des Gebäudes werden manchmal von Händlern belagert, die dort Öl, Räucherstäbchen und Jasminblüten anbieten. Das Dach wird von einem farbenfrohen gopuram mit aus Stein gehauenen Götterfiguren geziert. Im Innern sind Skulpturen der Gottheiten Mariamman, Maduraiveeran und Pechiamman in Heiligtümern aus Stein untergebracht. Im Hof befinden sich weitere Darstellungen sitzender Götter.

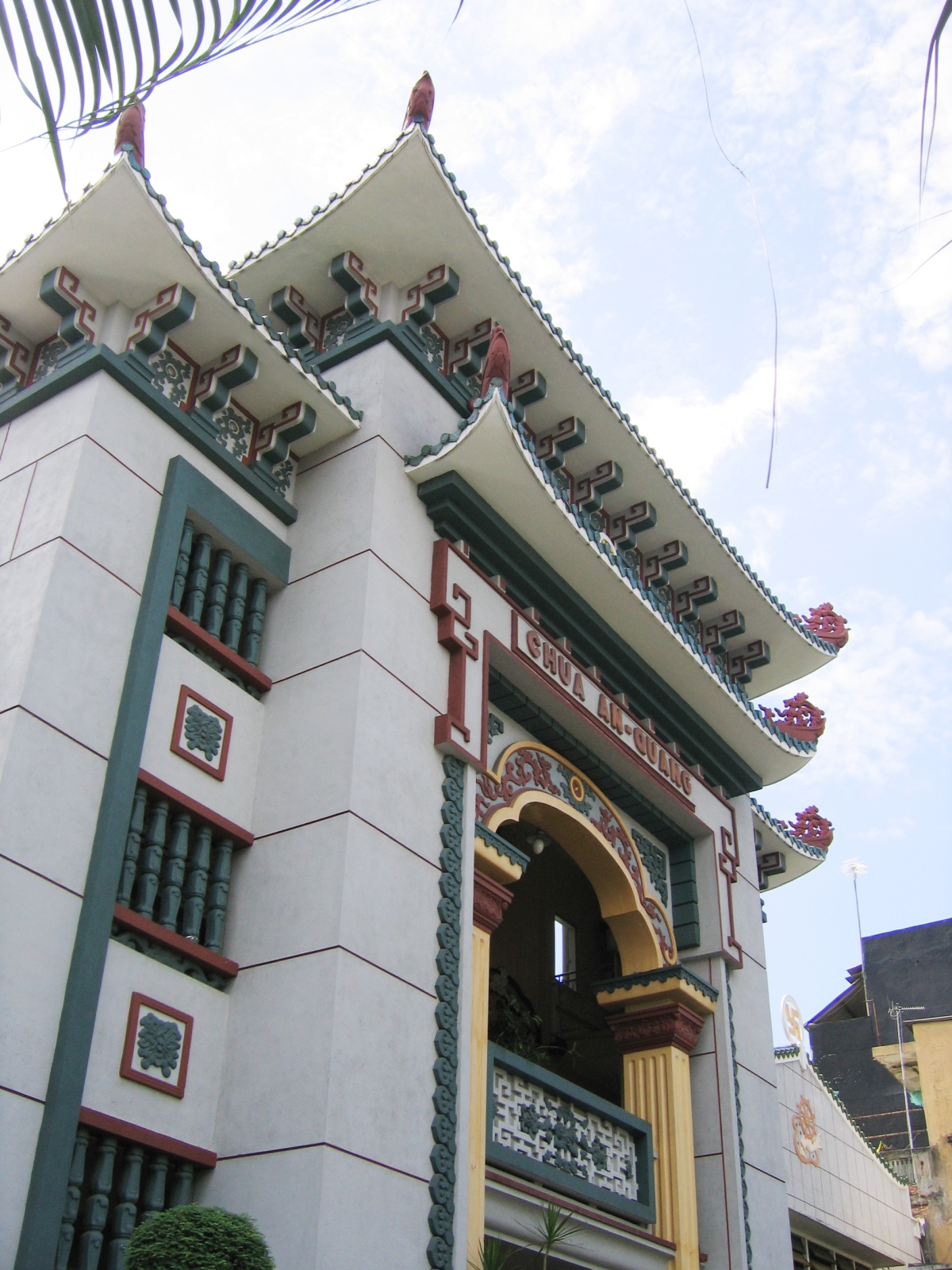
An-Quang-Pagode

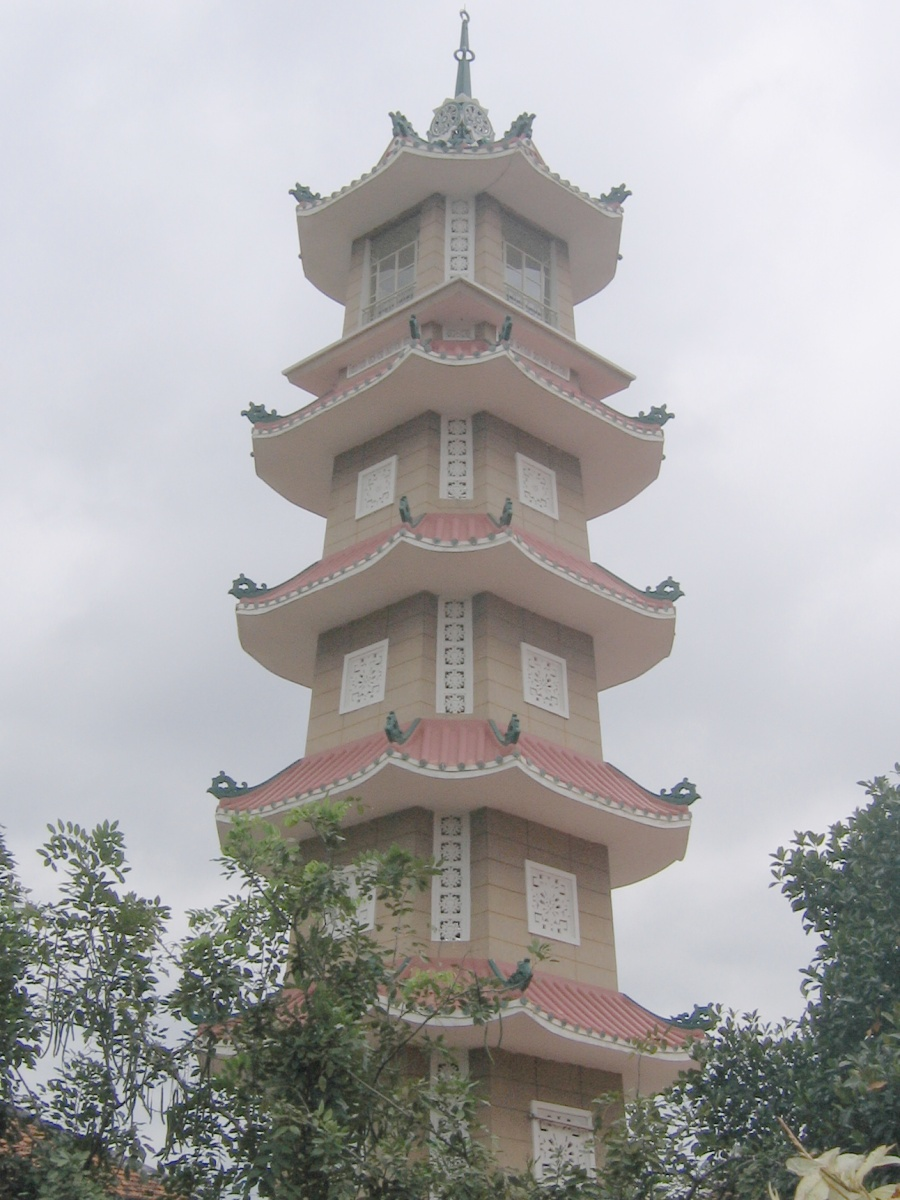
Xá-Lợi-Pagode

In der Ba Huyen Thanh Quan befindet sich die Xá-Lợi-Pagode, die 1963 im Zentrum des buddhistischen Widerstands gegen die Regierung von Präsident Diem stand. Der schlichte, 1956 erbaute Komplex besitzt als auffälligstes Merkmal einen hohen Turm, der mit beigefarbenen Bausteinen ausgestattet ist, und ein sechsstufiges Dach im fernöstlichen Stil.
Hinter einer überdimensionierten, fantasievoll mit Murmeln und Porzellanscherben dekorierten Urne mit Räucherstäbchen öffnet sich eine hohe Halle mit einem großen, vergoldeten Buddha und 14 Wandmalereien mit Geschichten aus seinem Leben. Hinter dem Rücken des Buddha gelangt man zu einem Schrein zum Gedenken an Thich Quang Duc und den anderen Mönchen, die sich 1963 in Saigon selbst verbrannten.
Die An-Quang-Pagode in der Su-Van-Hanh-Straße im 10. Bezirk ist ein Ort der Begegnung für Repräsentanten des Buddhismus und Sitz des Instituts für Dharma-Verkündung.
Die 1948 errichteten Gebäude der Pagode wurden laufend vermehrt und ausgebaut und neben einem großen Auditorium und einer Bibliothek kam es auch zum Bau einiger Wirtschaftsgebäude wie Druckerei, Verlag und Räucherkerzenerzeugung. Aber die große Bedeutung der Pagode liegt in der großen Zahl von Dharmalehrern, die hier gemeinsam mit Tausenden Mönchen und Nonnen ihre fundierte Ausbildung erhalten haben.

### Parks

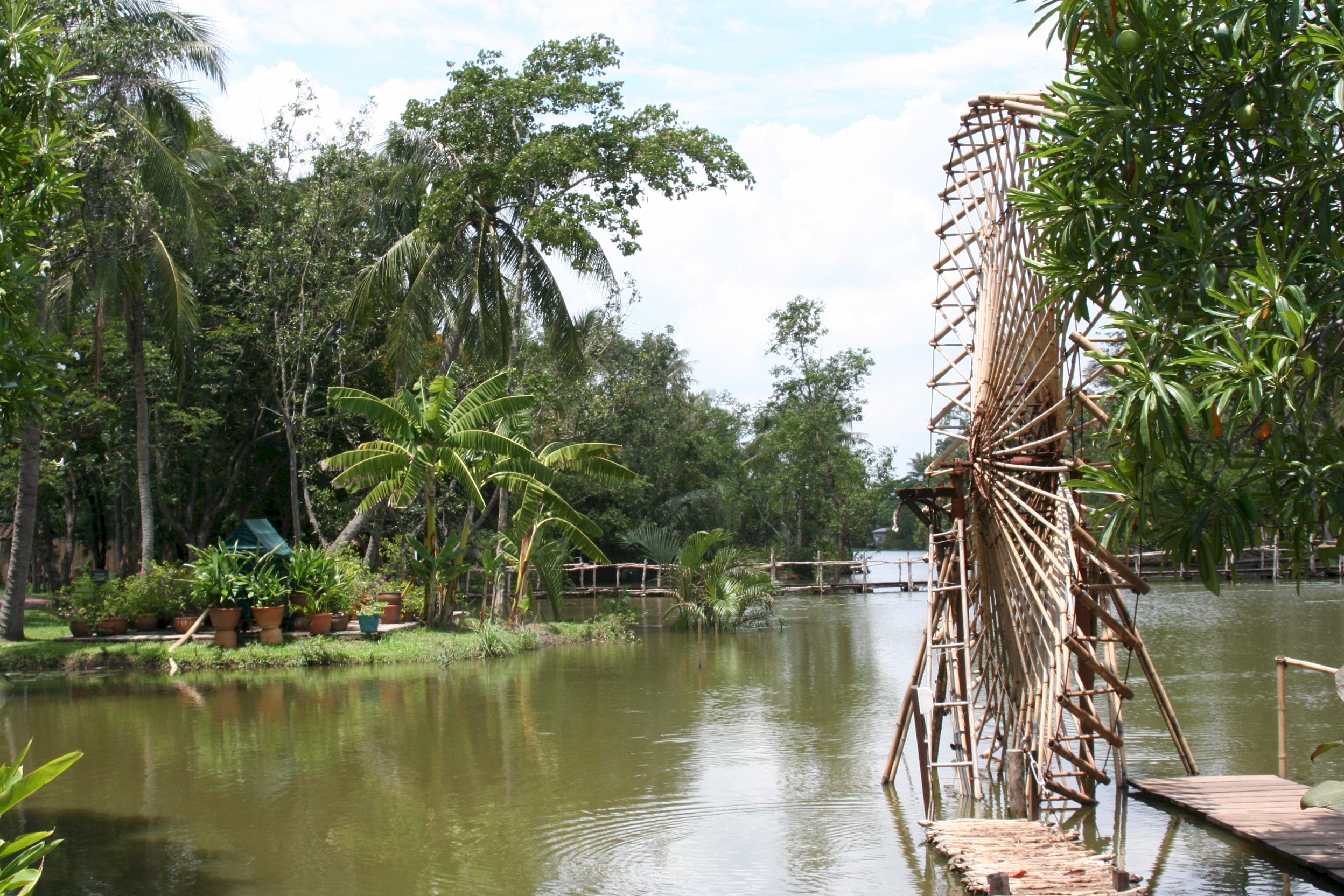
Bambus-Wasserrad im Binh-Quoi-Park

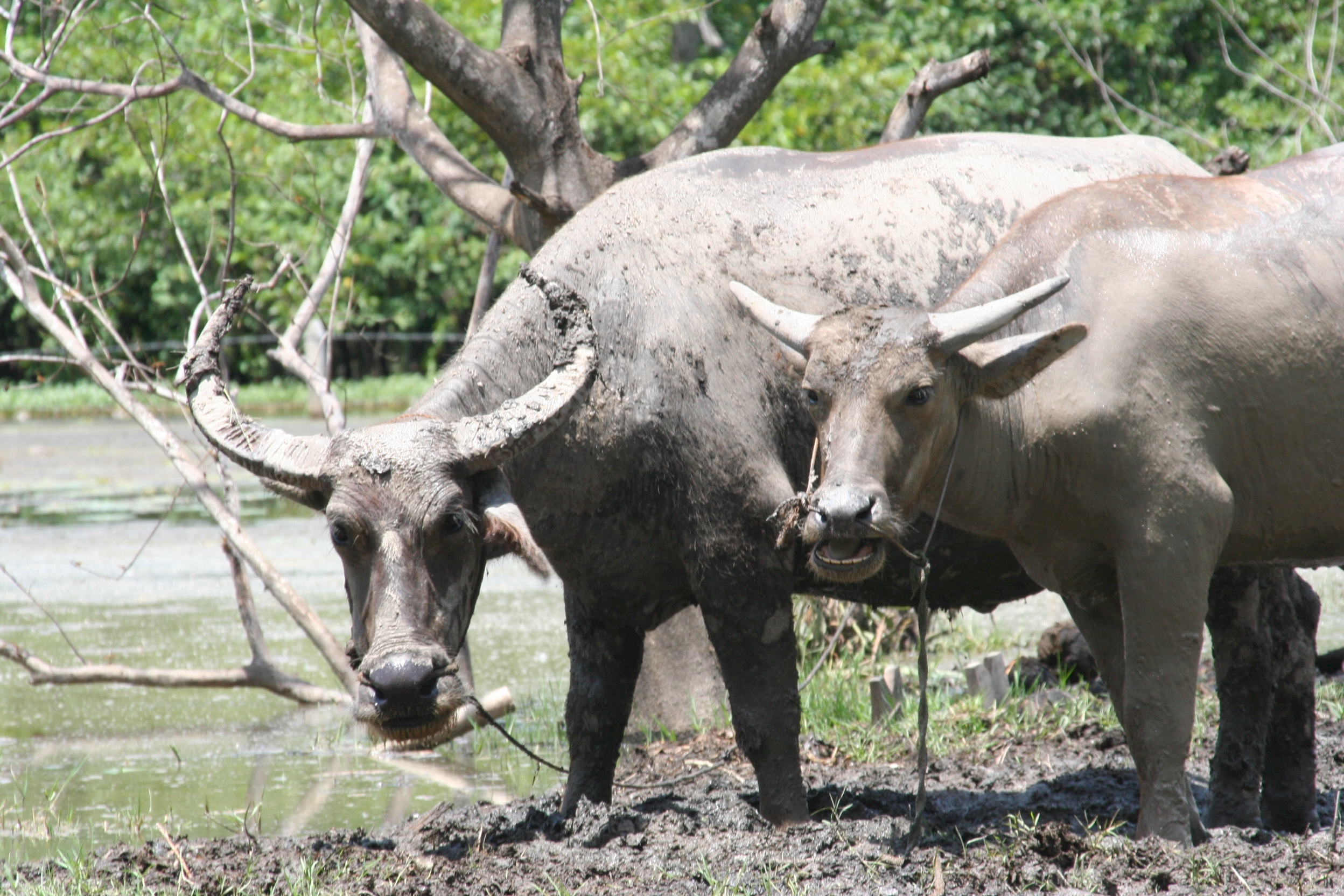
Wasserbüffel im Binh-Quoi-Park

Der 1864 von zwei Franzosen (einem Tierarzt und einem Botaniker) errichtete Botanische Garten nahe dem Thi-Nghe-Kanal beherbergt eine Sammlung tropischer Pflanzen. Im Innern befindet sich der Zoo, in dem Kamele, Elefanten, Krokodile, Großkatzen und sogar Komodo-Warane zu besichtigen sind. Attraktiv sind auch das Aquarium und der Vergnügungspark.
Westlich des Wiedervereinigungspalastes liegt der öffentliche Stadtpark Cong Vien Van Hoa. Während der Kolonialzeit war der nördliche Bereich des Parks ein beliebter Treffpunkt der in Vietnam lebenden Franzosen, denn dort befand sich der elitäre Cercle Sportif, ein nur Ausländern aus dem Westen vorbehaltener Sportklub, wo sich die colons zum Schwimmen und Tennisspielen trafen. Mit der Zeit wurden die französischen Namen auf der Mitgliederliste durch US-amerikanische ersetzt, und heute befindet sich dort der Arbeitersportverein.
Zu den erwähnenswerten Themenparks gehört der Binh Quoi Park in der Xo-Viet-Nghe-Straße im Bezirk Binh Thanh. Im Binh Quoi Cultural Village wird dem Besucher die traditionelle südvietnamesische Lebensart gezeigt. Im Angebot sind unter anderem Angeln, Kanu, Bootsfahrten und Radtouren.
Nicht weit vom Dorf liegt in der Kha Van Can-Straße im Bezirk Thu Duc der Saigon Waterpark mit Wasserrutschen, einem Wellenbad, Kinderbecken und Restaurants.
Der Dam Sen Cultural Park in der Hoa Binh-Straße im 11. Bezirk ist ein moderner Vergnügungspark mit Monorail, Sportanlagen und Wasserpark.

### Sport
In der Stadt finden nur selten große bzw. internationale Sportereignisse statt, weil Sport in Vietnam eher ein Massenphänomen ist, der Leistungs- und Spitzensport ist dagegen aufgrund fehlender Infrastruktur und finanzieller Mittel wenig entwickelt. Populärster Sport ist Fußball. In der Stadt gibt es einige Fußballvereine, unter anderem der Hồ Chí Minh City FC, der Navibank Sài Gòn F.C. Beide spielen in der höchsten Liga des Landes, der V.League 1, dieser tragen ihre Spiele im Thong-Nhat Stadion aus. Daneben sind asiatische Sportarten wie Thai Cuc Quyen, Kung Fu, Vovinam, Taekwondo, Judo, Karate und Badminton (siehe Vietnam Open) sehr populär. In den letzten Jahren kommen, speziell in den vermögenderen Bevölkerungsteilen, europäische Sportarten wie Tennis oder Golf zunehmend in Mode. Seit 2015 findet in der Stadt jährlich ein Dreiband-Weltcup statt. In Vietnam ist Billard eine sehr populäre Sportart. Im Dreiband Billard gibt es mehrere Weltklassespieler die bei internationalen Meisterschaften Medaillen gewonnen haben.
Nördlich von Cholon in der Le Dai Hanh liegt die Pferderennbahn Phu Tho. Nach der „Befreiung“ des Südens 1975 wurden Glücksspiel und Wetten zum Inbegriff der Dekadenz erklärt und unter Strafe gestellt. Erst 1989 war das politische Klima im Land so weit liberalisiert, dass die Rennbahn wieder öffnen konnte. Die Renntage (Sonnabend und Sonntag) locken regelmäßig Tausende Wettbegeisterte an. Heute werden in Ho-Chi-Minh-Stadt Hunderte Rennpferde gehalten, deren Bestand stetig durch zu Zuchtzwecken eingeführte Pferde aus Europa und Hongkong aufgebessert wird.

### Gastronomie

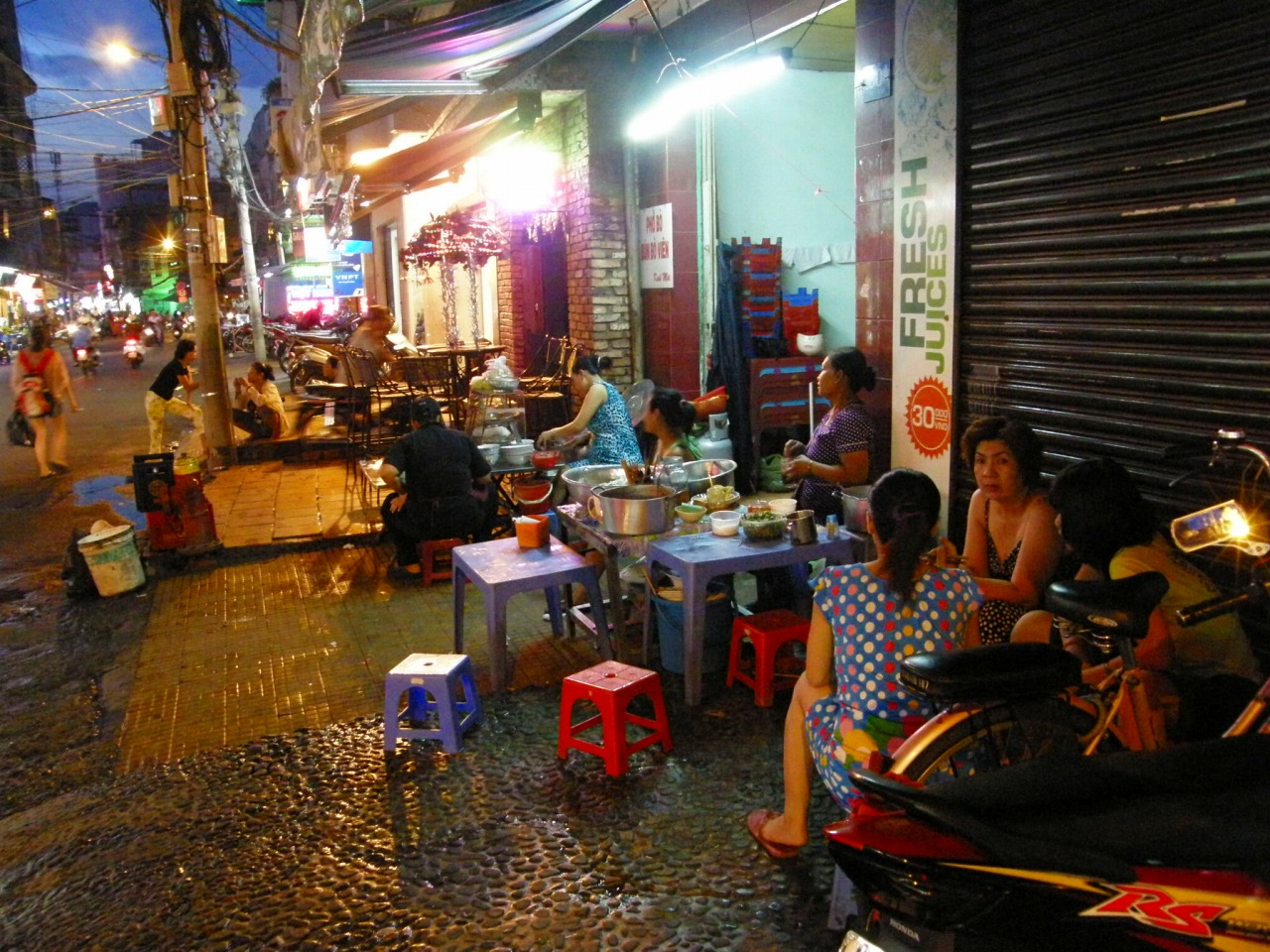
Typische Garküchen in Saigon

Ho-Chi-Minh-Stadt gilt als die kulinarische Metropole des Landes. Neben zahlreichen vietnamesischen Restaurants gibt es auch viele Gaststätten mit internationaler Küche. Die Zahl der in Vietnam lebenden Ausländer ist mittlerweile derart gestiegen, dass immer neue Restaurants mit Schwerpunkt auf ausländische Küche aufmachen. So kann man Tex-Mex, Tanduri Masala, Schisch Kebap oder Sushi bekommen, wenngleich die französischen Restaurants nach wie vor dominieren.
Das französische Erbe zeigt sich auch in der großen Anzahl von Cafés. Aber auch zahlreiche Gaststätten, die vietnamesische Küche anbieten, findet man in der Stadt. Die meisten Lokale sind ganzjährig geöffnet, nur einige machen während des Tet-Festes zu. Die Bedürfnisse der Touristen sorgen zunehmend für flexiblere Öffnungszeiten.
Die einfachen Speiselokale servieren Mahlzeiten wie com und pho in großen Portionen. Die Touristen-Cafés in der Umgebung der De Tham und Pham Ngu Lao bieten preiswertes Steak mit Pommes frites oder eine Portion gebratene Nudeln. Das Essen in den Gaststätten mit einheimischer Küche ist qualitativ gut und die Preise für die Bevölkerung erschwinglich.
Die Spezialitätenrestaurants sind dagegen für vietnamesische Verhältnisse sehr teuer – für eine Mahlzeit kann man dort so viel ausgeben, wie eine vietnamesische Familie im Monat zur Verfügung hat, doch nach westlichem Standard sind sie immer noch günstig, und die Qualität der Küche ist sehr hoch. Dazu werden stets frische Zutaten verwendet, beispielsweise Gemüse aus Da Lat und häufig aus Australien eingeflogenes Fleisch.

### Handel

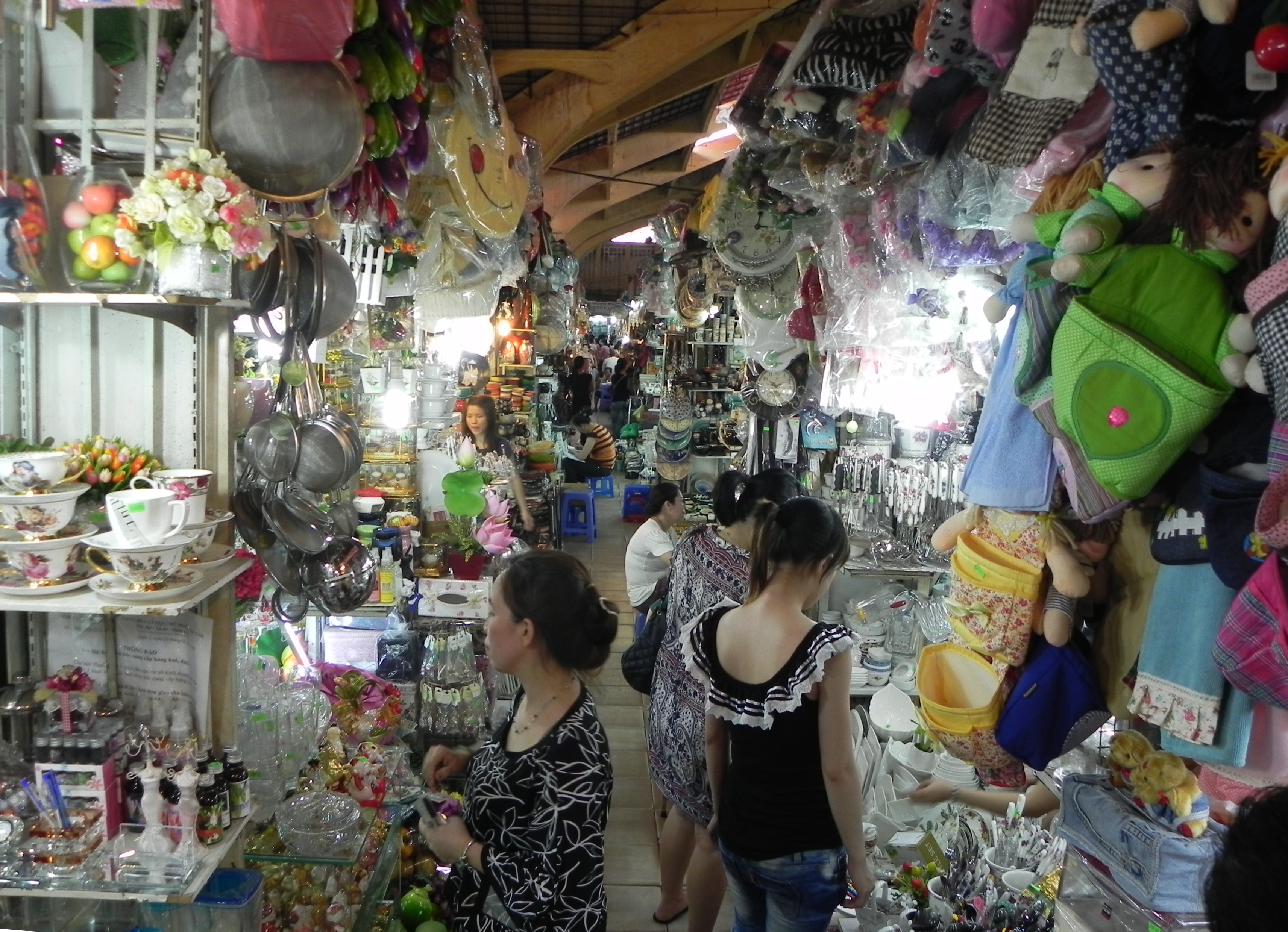
Im Innern des Bến-Thành-Marktes

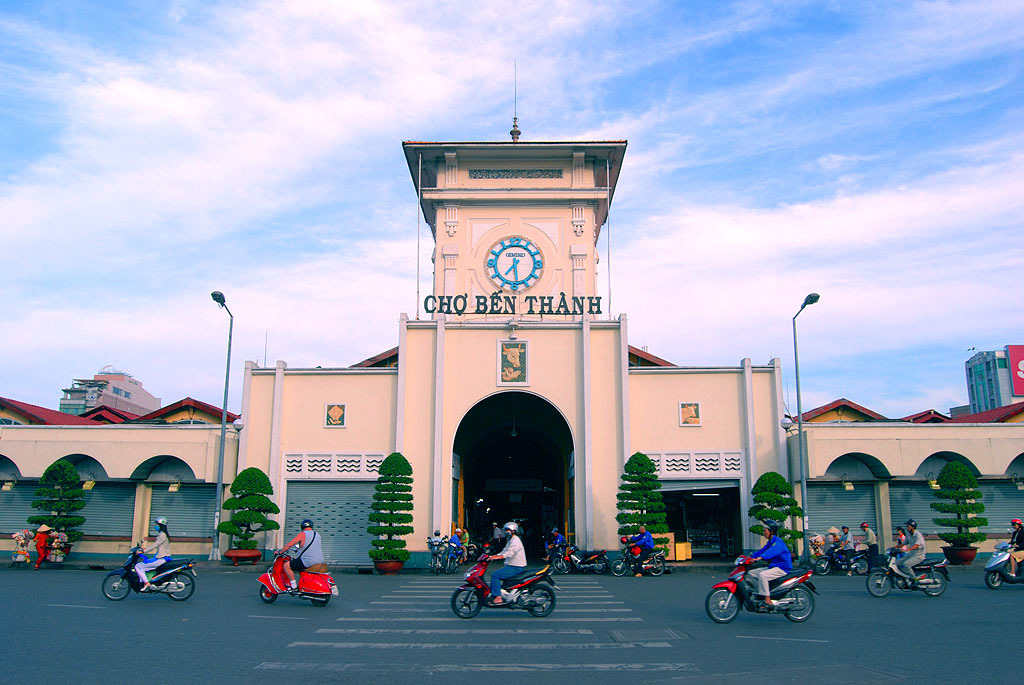
Ben-Thanh-Markt

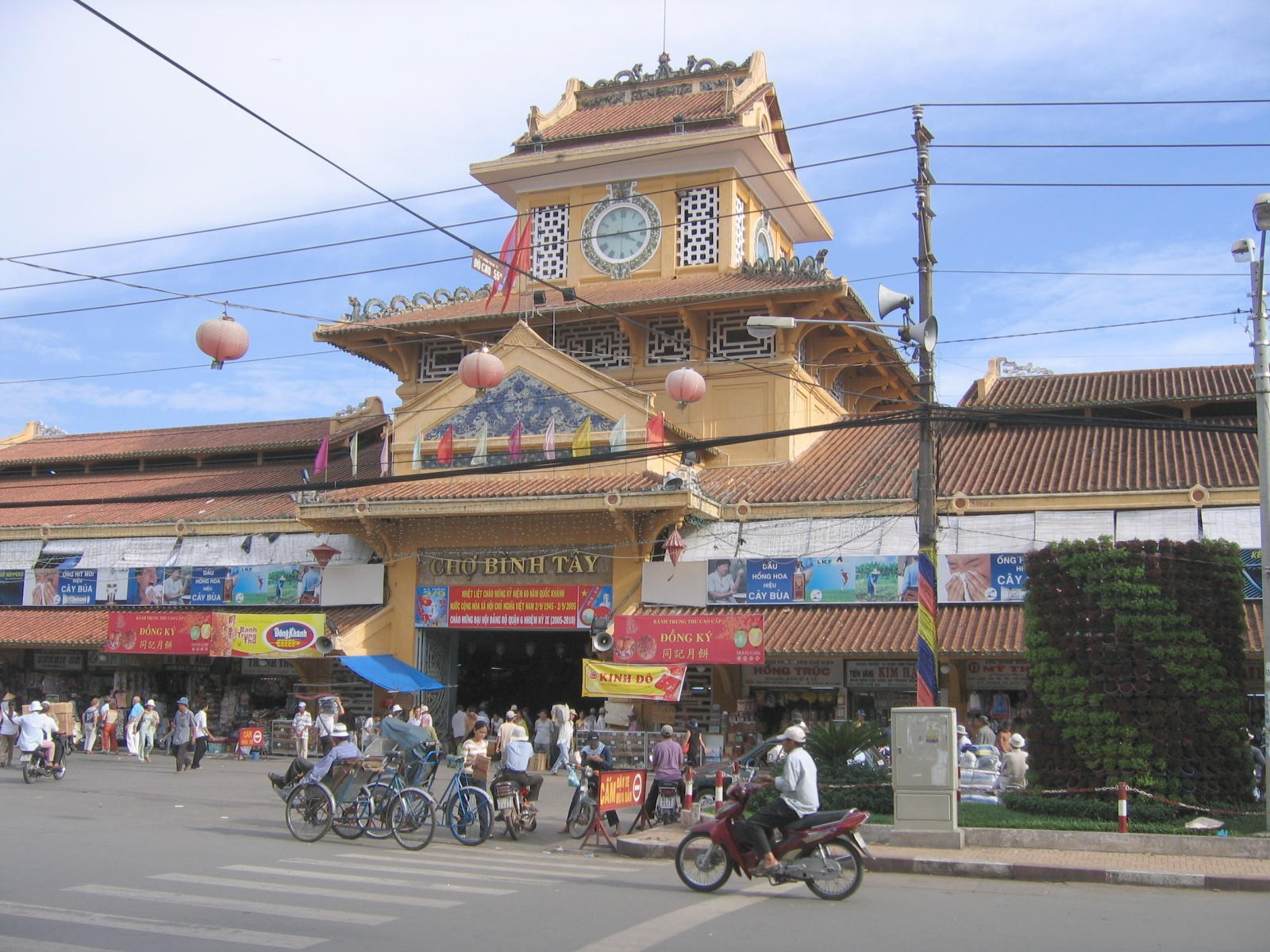
Binh-Tay-Markt

Der 1914 errichtete und 1986 renovierte Bến-Thành-Markt ist eines der Wahrzeichen des alten Saigon. Er ist heute eine große Markthalle für Bekleidung, Lebensmittel, Elektronik und Souvenirs. Angeboten werden ebenfalls allerlei frische Handelswaren wie Gemüse, Obst, Fische und Blumen. Eine weitere Attraktion des Marktes: Hier werden allerlei einheimische Kulinaria angeboten, die in Europa nicht oder zumindest nicht frisch erhältlich sind.
Der Ben-Thanh-Markt ist ein Geviert mit einer Größe von mehr als 13.000 m² und etwa 1500 Ständen und Geschäften. Eines seiner Haupttore mit einem Türmchen erinnert an einen Kirchturm. Davor treffen sieben Straßen als Kreisverkehr zusammen. In der Mitte des stark frequentierten Kreisverkehrs stand bis 2015 die Reiterstatue von Tran Nguyen Han. Er führte im 13. Jahrhundert den Einsatz von Brieftauben in Vietnam ein. Das Denkmal wurde entfernt, weil der U-Bahnbau näher rückt und danach hier unterirdische Ladenpassagen geplant sind.
An der Nguyen Thai Hoc liegt der Cau-Ong-Markt, ein Großmarkt, auf dem praktisch rund um die Uhr gehandelt wird. Am frühen Morgen kann man dort die Händler beobachten, die große Mengen Obst, Gemüse und andere Waren einkaufen, um sie im Laufe des Tages auf den kleineren Märkten der Stadt weiterzuverkaufen.
In der Thap Muoi in Cholon befindet sich der Binh-Tay-Markt. Unter seinen mehrstufigen gelben Dächern mit den gewundenen Drachen bieten klar strukturierte Gänge mit unzähligen Ständen alle möglichen Produkte, darunter getrockneten Fisch, eingelegtes Gemüse, Chilipaste und Töpferwaren. Eingerahmt wird der Markt von zwei Kaufhausblöcken, die jeweils von vier maurischen Kuppeln gekrönt werden.
In der gegenüber dem Kunstmuseum abzweigenden Le Cong Kieu befinden sich zahlreiche Antiquitätengeschäfte mit fernöstlichen und kolonialen Waren. Memorabila zu Vietnams jüngster Geschichte finden sich an den Ständen hinter dem Dan-Sinh-Markt, wo überschüssige Armeebestände verkauft werden. Der Markt liegt an der Nguyen Cong Tru. Unter den angebotenen Waren befinden sich Khaki-Uniformen, Tropenhelme der Vietcong, alte Kompasse und US-amerikanische Zippo-Feuerzeuge.

## Wirtschaft und Infrastruktur

### Überblick

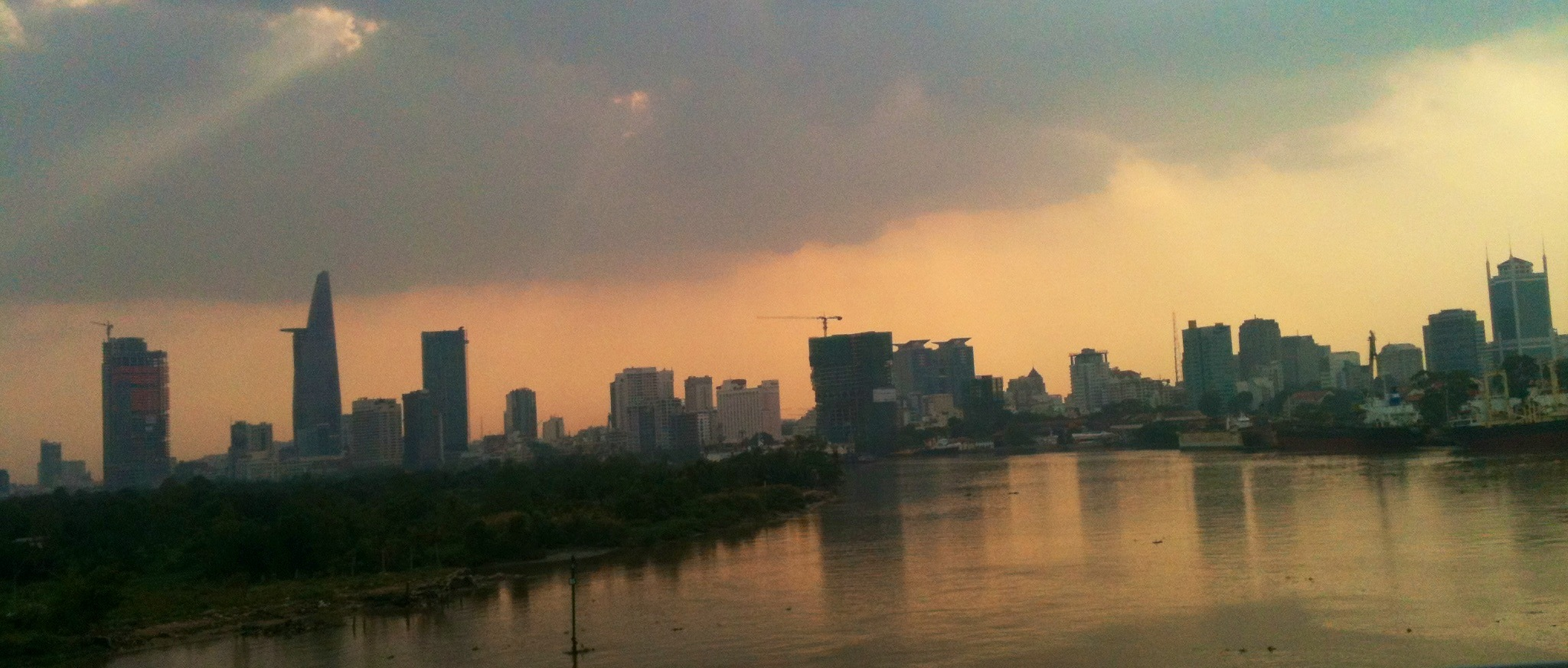
Blick vom Saigon-Fluss auf die Innenstadt

Die Stadt ist das Handels- und Wirtschaftszentrum Vietnams. Sie besitzt einen modernen Seehafen und ist Sitz der größten Börse des Landes, der Ho Chi Minh Stock Exchange (HSX). Im Jahr 2007 lag das Bruttoinlandsprodukt (BIP) bei 14,3 Milliarden US-Dollar, was einem Anstieg um 12,6 Prozent gegenüber 2006 entsprach. Die Kaufkraftparität (KKP) betrug 71,5 Milliarden US-Dollar. In Ho-Chi-Minh-Stadt werden rund 20 Prozent des Bruttoinlandsprodukts (BIP), 30 Prozent der Industrieproduktion und 40 Prozent der gesamten Exporte Vietnams erwirtschaftet.
Der Anteil der Stadt am Staatshaushalt liegt bei etwa 33 Prozent. 60 Prozent aller Auslandsinvestitionen fließen in die Region. Das Wirtschaftswachstum lag in den letzten Jahren über zehn Prozent (landesweit sechs bis acht Prozent). Den größten Anstieg hatte 2003 die Industrieproduktion mit 15,3 Prozent zu verzeichnen, gefolgt vom Dienstleistungssektor mit 9,6 Prozent und der landwirtschaftlichen Produktion von 9,1 Prozent. Das durchschnittliche Pro-Kopf-Einkommen lag 2007 in Ho-Chi-Minh-Stadt bei 2.180 US-Dollar pro Kopf, der landesweite Durchschnitt 2006 bei 730 US-Dollar.

### Unternehmen

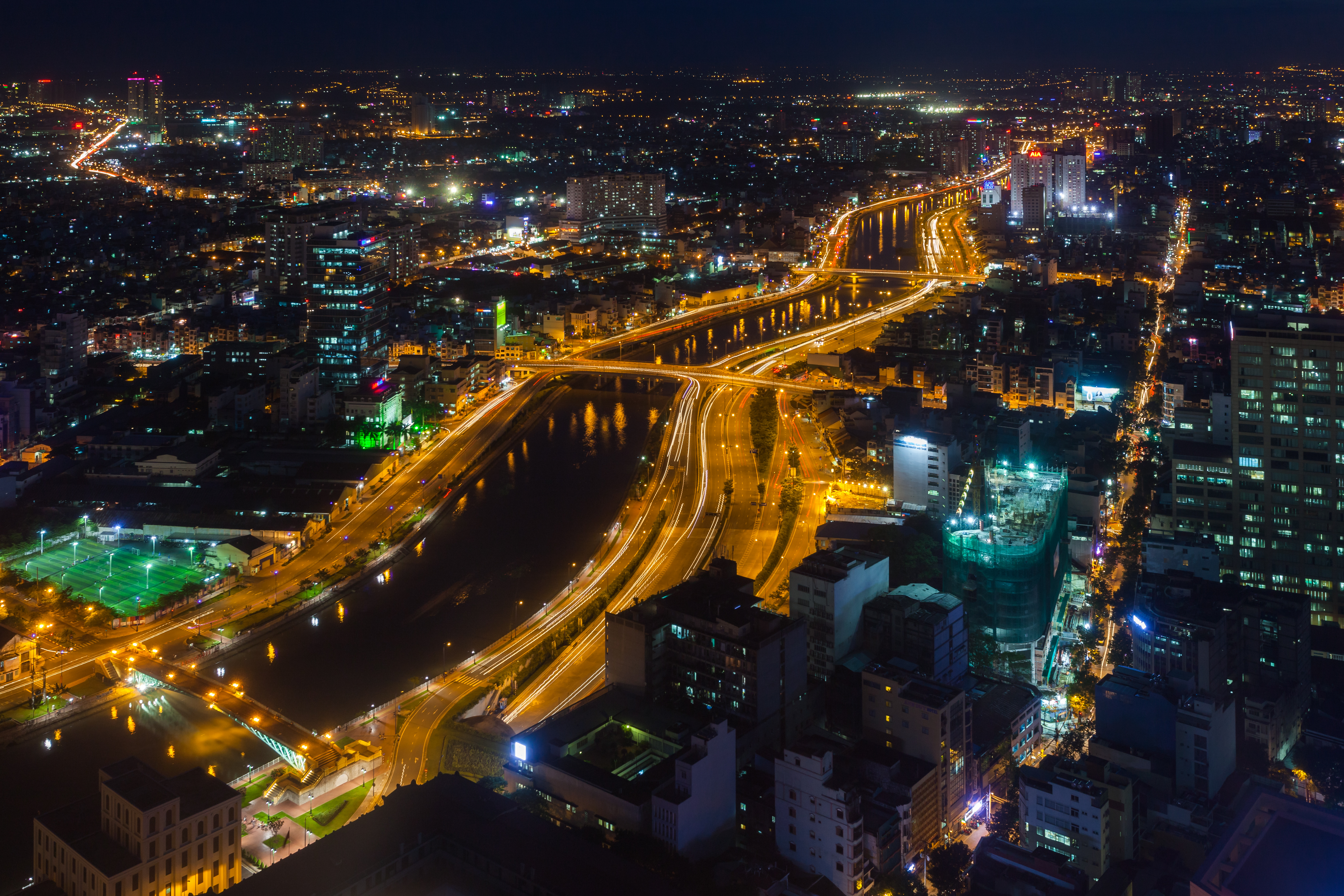
Blick auf die nächtliche Stadt vom Bitexco Financial Tower

Die Industrie in Ho-Chi-Minh-Stadt produziert vor allem Nahrungsmittel, Glas, Textilien, Papierwaren, Kunststoffe, Chemikalien, Baustoffe und Maschinen. Seit der Machtübernahme durch die Kommunisten 1975 wurden viele Unternehmen verstaatlicht, um die Stadt von ausländischen Importen unabhängig zu machen. Zahlreiche neue Industrien und Firmen entstanden, wie beispielsweise Möbel- und Teppichfabriken, die Rohstoffe aus dem eigenen Land verwendeten. Unter Nguyễn Văn Linh wurde 1986 Đổi mới (Erneuerung) eingeführt, was bedeutete, dass die zentrale Planung aufgegeben und marktwirtschaftliche Reformen eingeführt wurden. Ausländischen Firmen wurde erlaubt, in Ho-Chi-Minh-Stadt zu investieren. Zahlreiche ausländische Konzerne eröffneten Niederlassungen. Die Stadt entwickelte sich zum wirtschaftlichen Wachstumsmotor Vietnams.
Die staatlichen Unternehmen stellen für die Wirtschaft nach wie vor ein Problem dar: sie sind meist unrentabel, international nicht konkurrenzfähig und haben eine hohe Menge an Krediten, die sie wahrscheinlich nicht zurückzahlen werden können und damit das ganze Bankensystem bedrohen. Eine Anzahl von Staatsbetrieben wurde bereits mit anderen Staatsbetrieben fusioniert, andere geschlossen. Der Prozess läuft aber wegen der sozialen Auswirkungen (Arbeitslosigkeit) recht schleppend.
Die Luftverschmutzung in Ho-Chi-Minh-Stadt hat in den letzten Jahren stark zugenommen. Der hohe Gehalt an Feinstaub stellt das größte Problem dar. Die Ursachen liegen sowohl in Fabrikanlagen, Kleinindustrie, Kraftwerken und Verkehr als auch in den privaten Haushalten. Der Ausstoß von Kohlenstoffdioxid nimmt infolge der fortschreitenden Industrialisierung und eines stetig wachsenden Verkehrsaufkommens und Energiebedarfs schnell zu. Probleme bereiten auch die Verschmutzung des Grundwassers, ungeregelte Abfalldeponien, die Schadstoffbelastung des Saigon-Flusses und der Verkehrslärm.
Ho-Chi-Minh-Stadt ist Sitz der Automobilhersteller Mekong Auto Corporation (seit Juni 1991), Mercedes-Benz (seit 1995) und Thaco.

### Medien

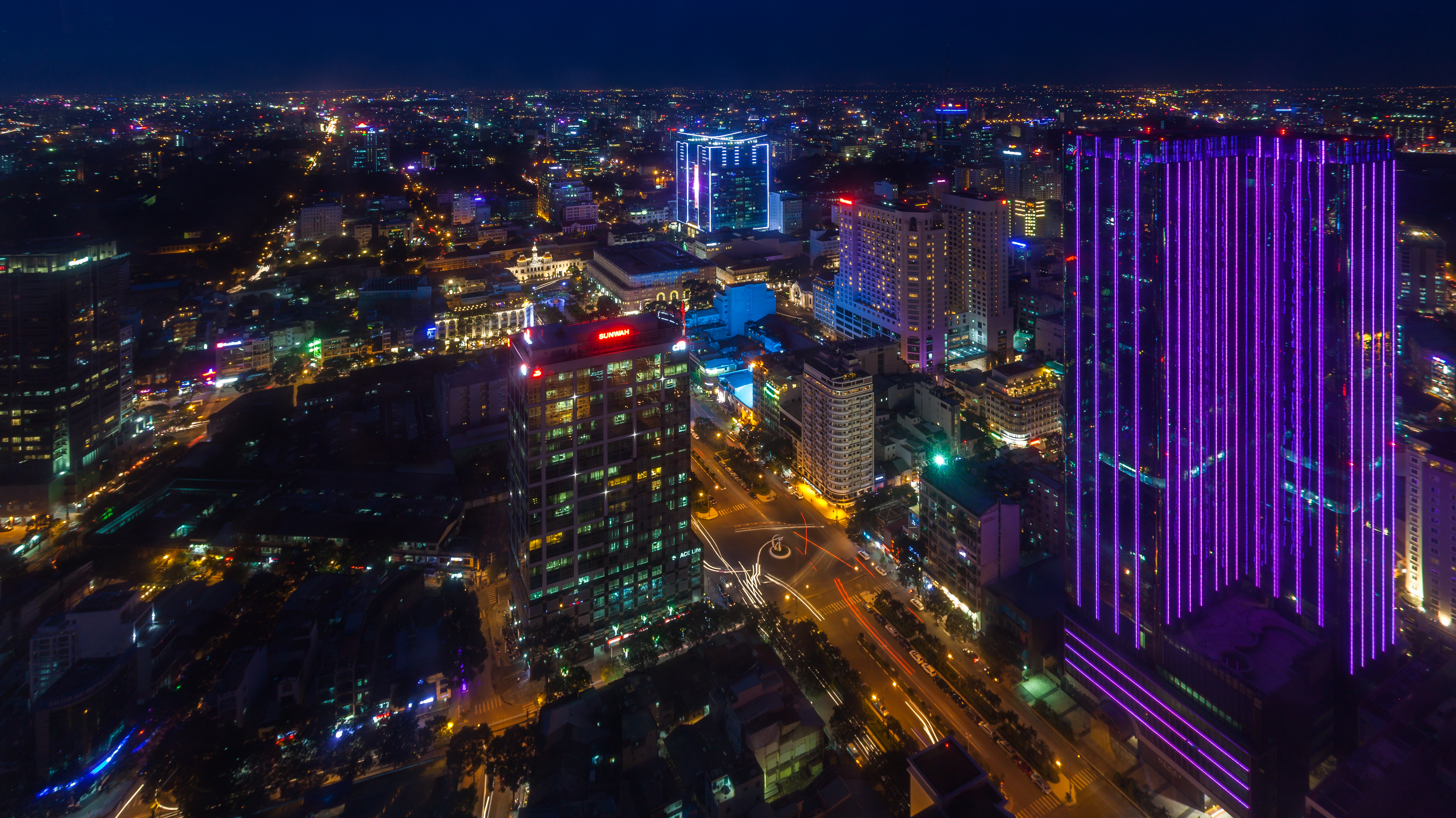
Stadtzentrum

Die Medien werden in der Stadt allesamt vom Staat und damit der Kommunistischen Partei Vietnams kontrolliert. Es gibt englischsprachige Printmedien. Dies sind oft Zeitschriften, die sich an Touristen richten oder Reise- oder Unterhaltungsmöglichkeiten bewerben.
Die meisten englischsprachigen Publikationen richten sich jedoch an Geschäftsleute und verkünden die neuesten Errungenschaften der Wirtschaftspolitik. Ausländische Publikationen werden nicht zensiert, da sie für die durchschnittlichen Vietnamesen in der Regel nicht bezahlbar sind. Man findet sie dort, wo sich die Ausländer konzentrieren. Alte Exemplare ausländischer Zeitungen werden häufig von Straßenhändlern angeboten.
Wichtige Tageszeitungen, die in Ho-Chi-Minh-Stadt erscheinen, sind Sai Gon Giai Phong (Liberated Saigon), Tuoi Tre, Nguoi Lao Dong (Labourer), The Thao (Sports) und Saigon Times Daily. Das Radio und Fernsehen strahlt mehrere Programme aus. Die Voice of HCMC People ist die größte Radiostation der Region. Im Fernsehen Vietnam TV gibt es am späteren Abend englische Kurznachrichten, der Rest des Programms wird mit vietnamesischen Shows und einigen wenigen ausländischen Filmen bestritten.

## Verkehr

### Flugverkehr

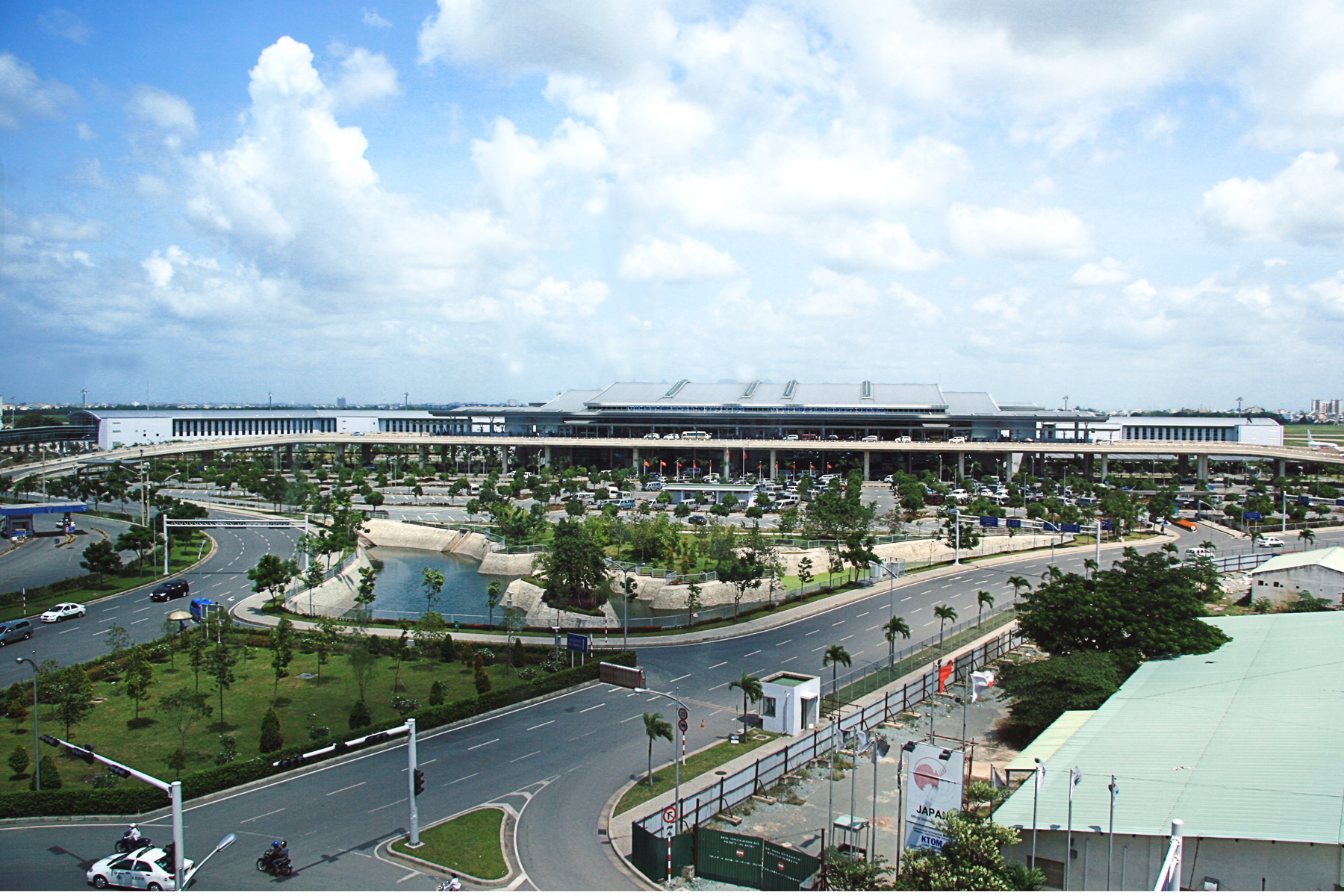
Flughafen Ho-Chi-Minh-Stadt Tan-Son-Nhat (Außenansicht)

Der Flughafen Ho-Chi-Minh-Stadt (Abkürzung SGN vom früheren Stadtnamen Saigon; auch Flughafen Tân Sơn Nhất) ist der größte der drei internationalen Flughäfen Vietnams und befindet sich etwas nördlich des Stadtzentrums. Er wird von einigen Fluglinien direkt von Europa aus angeflogen, ansonsten bestehen Verbindungen in alle größeren Städte Asiens. Inlandsflüge gibt es ebenso von und in alle größeren Städte Vietnams.
Neuer Großflughafen
Seit 2014 soll ein neuer Großflughafen 40 Kilometer nordöstlich von Ho Chi Minh Stadt entstehen, der Flughafen Ho Chi Minh Stadt-Long Thanh im Distrikt Long Thanh in der Provinz Đồng Nai. Er wird der größte Flughafen Vietnams und einer der größten Flughafen Asiens. Laut Masterplan von 2010 erhält der Flughafen in der Endausbaustufe vier je 4000 Meter lange Start- und Landebahnen, fünf Terminals und mehrere Frachtterminals. Das Projekt erstreckt sich auf einer Fläche von 50 km². Gleichzeitig mit dem Flughafen werden Schnellstraßen und Eisenbahnstrecken zur Erschließung gebaut. Mit seiner Inbetriebnahme wird der Flughafen Tan-Son-Nhat nur noch für Inlandsflüge benutzt.
Der neue Flughafen befindet sich in direkter Konkurrenz zu anderen Großflughäfen der Region, darunter Hongkong, Singapur und Bangkok, in der Endausbaustufe ist Kapazität von 100 Millionen Passagieren vorgesehen.
Der damalige Premierminister Nguyễn Tấn Dũng erteilte am 1. Oktober 2014 die Baugenehmigung. Die Nationalversammlung in Hanoi stimmte dem Bau des Flughafenbaus im Juni 2015 zu. Die Baukosten wurden nun mit 15,8 Milliarden US$ veranschlagt, die Bauzeit soll sich in drei Phasen von 2018 bis 2050 erstrecken. Die erste Phase wird 5,2 Milliarden Dollar kosten. Spatenstich war am 6. Januar 2021. Nach vorläufigen Berechnungen soll die zweite Bauphase zwischen 2030 und 2035 liegen und vier Milliarden Dollar kosten. Die dritte Bauphase folgt zwischen 2040 und 2050, die Kosten liegen bei 6,6 Milliarden Dollar.

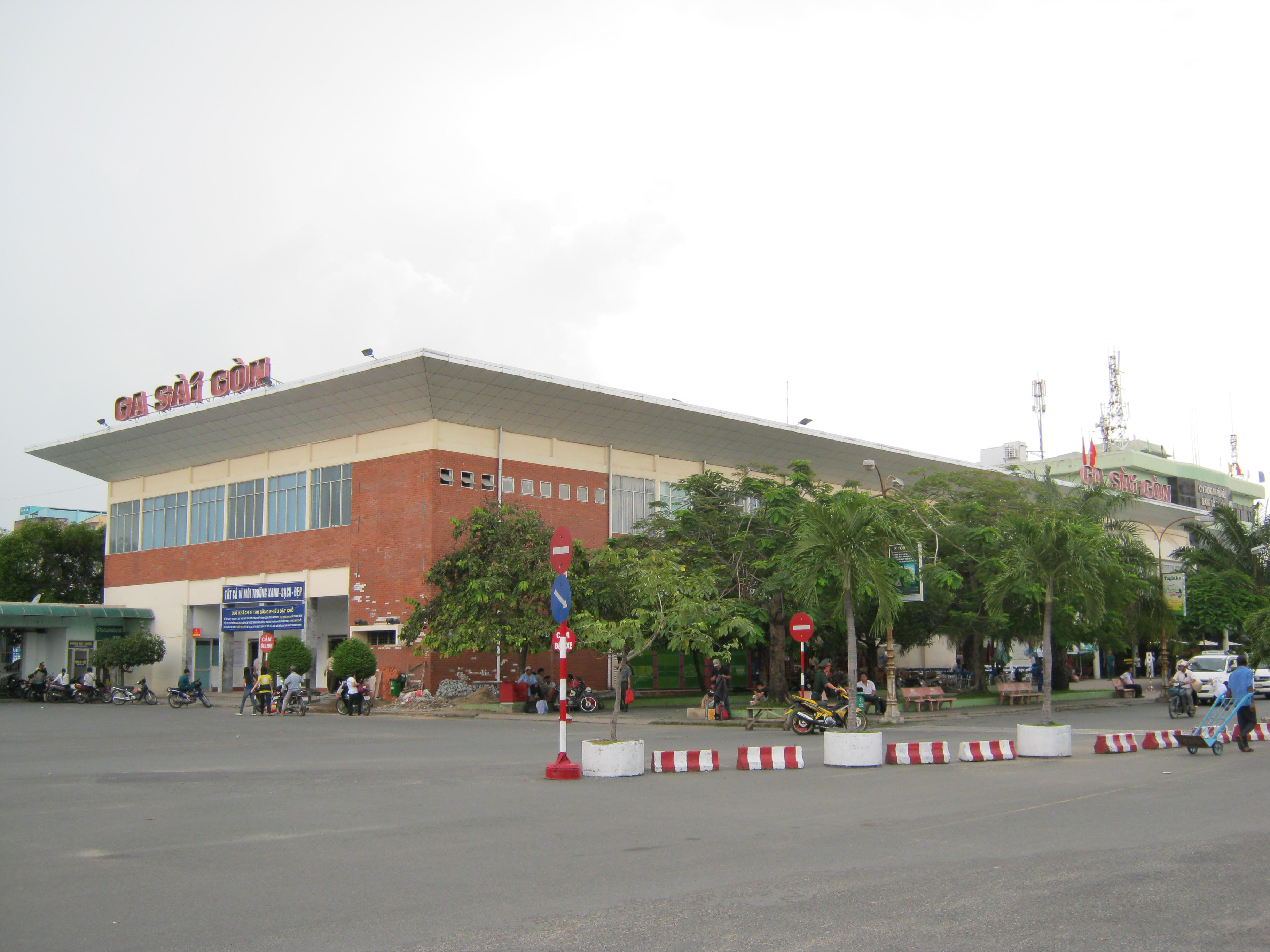
Der „Ga Sài Gòn“, der Hauptbahnhof von Ho-Chi-Minh Stadt im Distrikt 3

### Bahnverkehr
Per Bahn kann man Ho-Chi-Minh-Stadt von allen nördlich gelegenen Städten erreichen. Mehrere Züge fahren täglich von Hà Nội nach Süden und enden in Sai Gon, wie der Bahnhof offiziell genannt wird. Die gesamte Reise dauert 30 bis 40 Stunden, von einigen Städten Mittelvietnams sind die Reisezeiten jedoch attraktiv.

### Fernbusverkehr
Ho-Chi-Minh-Stadt verfügt über mehrere Fernbusbahnhöfe, die sich über die ganze Stadt verteilen. Die Busse Richtung Norden, z. B. nach Vũng Tàu, ins zentrale Hochland und nach Nha Trang, fahren vom weitläufigen Mien-Dong-Busbahnhof ab, der fünf Kilometer nordöstlich des Zentrums in der Xo Viet Nghe liegt. Wer eine Fahrt durch das Mekong-Delta unternehmen möchte, kann sich mit dem Bus zum Busbahnhof Cholon begeben, von wo den ganzen Tag über Busse nach Mỹ Tho, Mỹ Thuận und in andere kleine Städte im Mekong-Delta fahren.

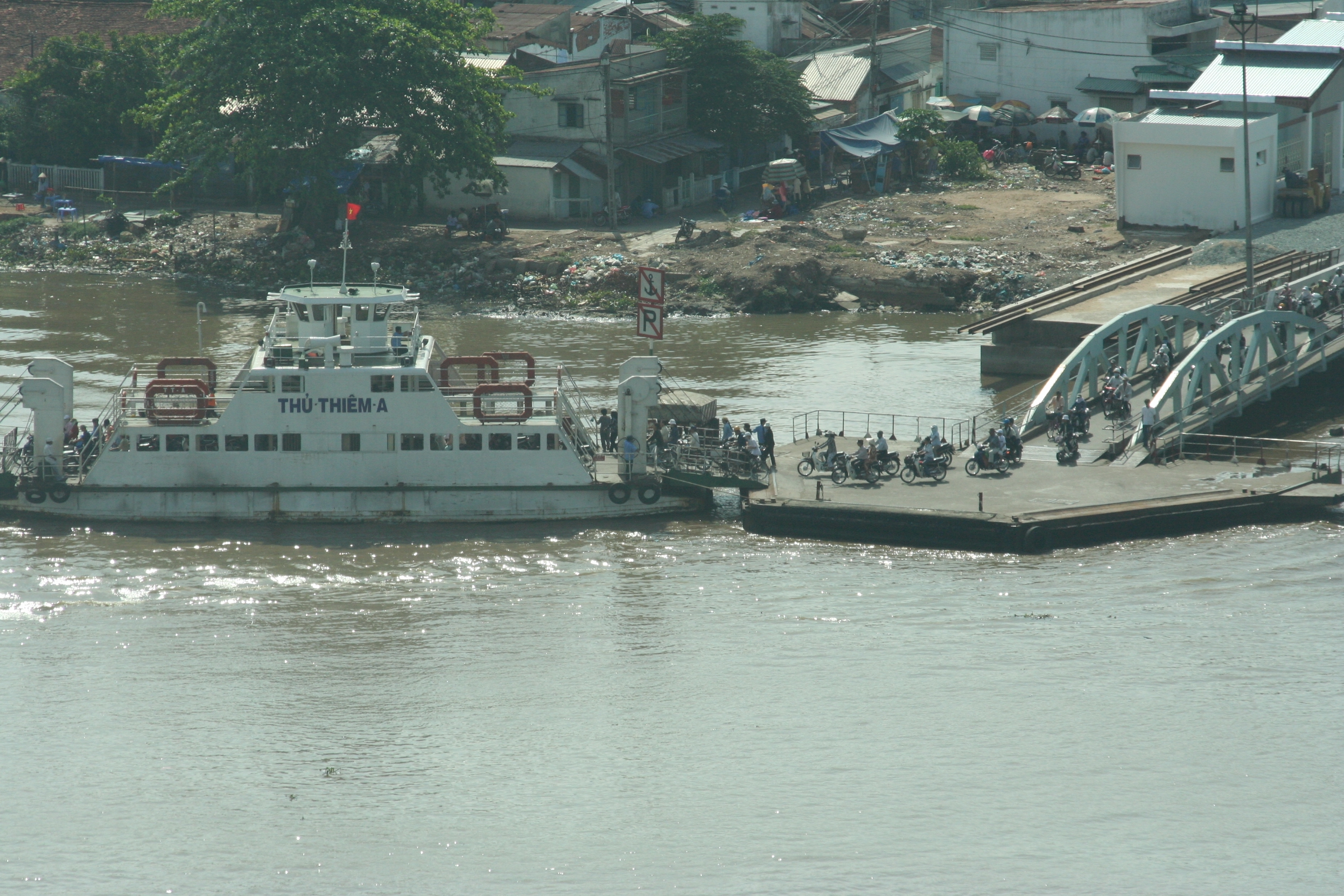
Fähre

Die meisten Busse Richtung Nordwesten von und nach Tay Ninh und Cu Chi halten am westlich des Zentrums im Bezirk Tan Binh gelegenen Busbahnhof An Suong (oder auch Tây Ninh) an der Nationalstraße 22. Es besteht Pendelbusverkehr mit dem Ben Thanh, der seinerseits auch Direktverbindungen nach Cu Chi bietet, und mit den anderen Busbahnhöfen. Direktbusse nach Kambodscha und in die Hauptstadt Phnom Penh fahren täglich von der 145 Nguyen Du südwestlich der Kathedrale Notre Dame ab.

### Schiffe und Fähre

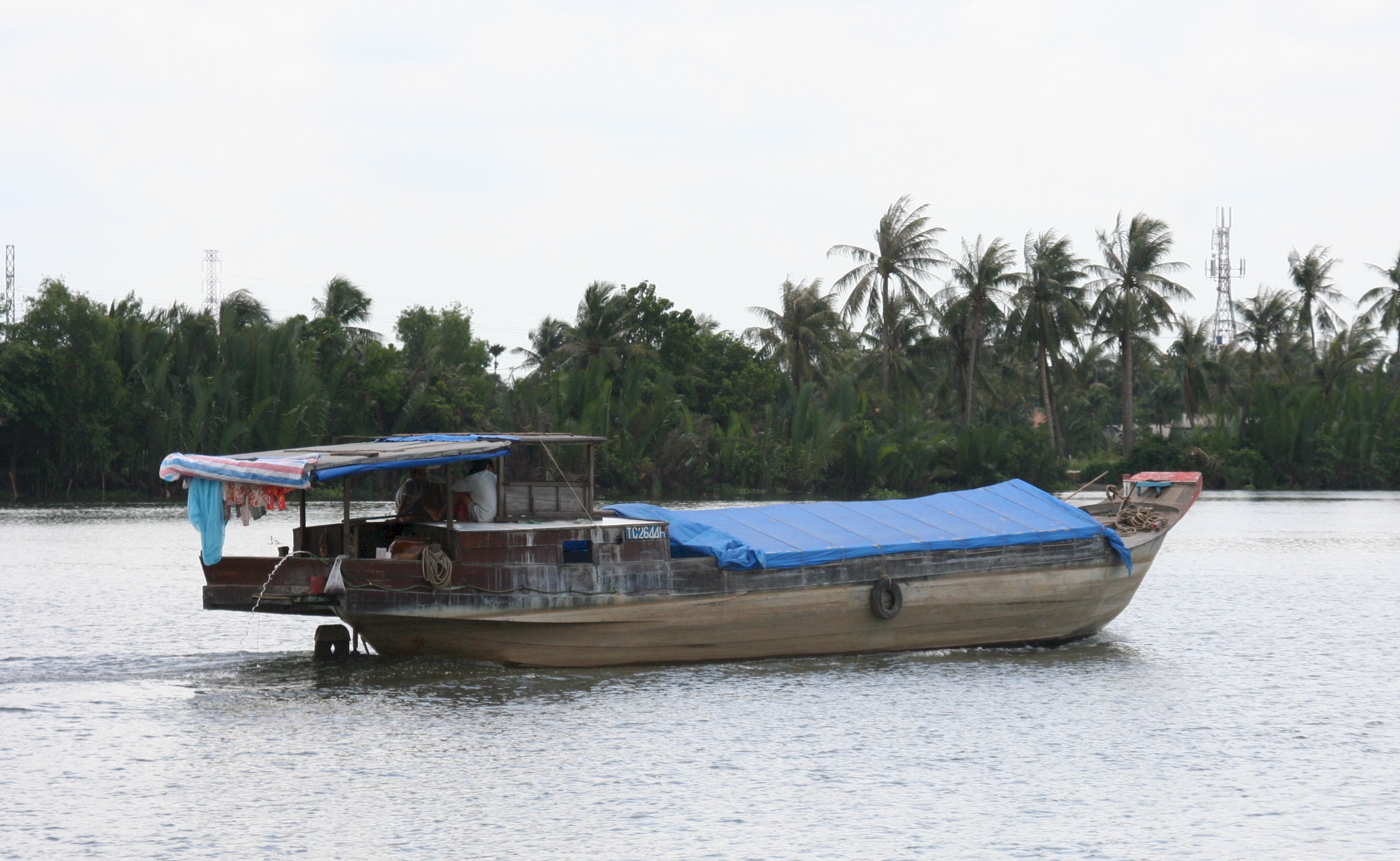
Boot auf dem Saigon-Fluss

Mehrmals täglich gibt es außerdem eine Verbindung per Tragflächenboot nach Vũng Tàu.

### Öffentlicher Nahverkehr

#### U-Bahn
Am 22. Dezember 2024 wurde die erste Linie der U-Bahn Ho-Chi-Minh-Stadt eröffnet. Die rund 20 Kilometer lange Strecke ist mehrheitlich in Hochlage trassiert und wurde mit japanischem Know-how erbaut.

#### Straßenbahn
Am 27. Dezember 1881 verkehrte die erste Dampfstraßenbahn in Saigon. Elektrische Straßenbahnen fuhren seit 4. August 1923 in der Stadt. Das Netz hatte eine Länge von 72 Kilometern mit Überlandstrecken nach Hoc-Mon und Thudaumot. 1953 wurde der Betrieb eingestellt.

#### Omnibus

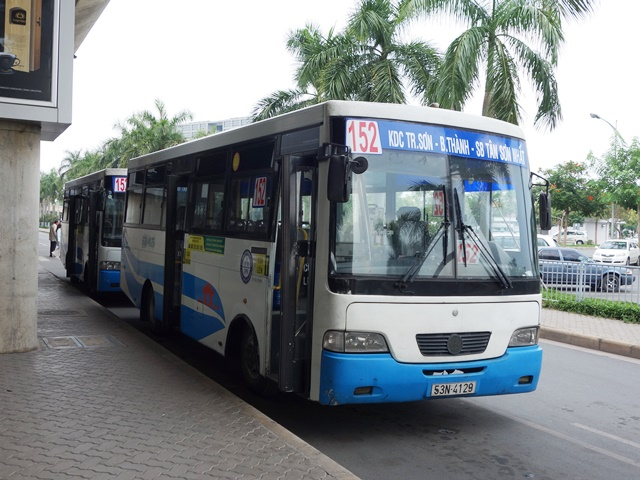
Flughafen-Express-Bus von Ho-Chi-Minh Stadt in blauer Lackierung

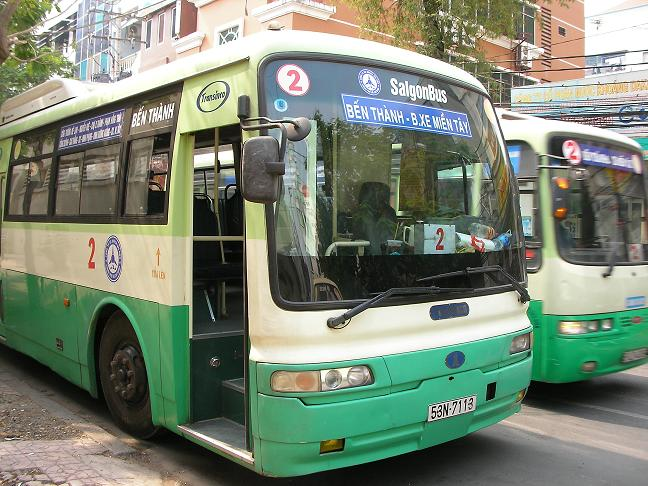
Stadtbusse

Die Stadt verfügt seitdem über kein schienengebundenes Massentransportmittel (U-Bahn, S-Bahn, Straßenbahn). Auch das Busnetz galt bis in die neueste Zeit als völlig unzureichend. In den letzten Jahren wurde die bis zu 30 Jahre alte Fahrzeugflotte erneuert, so dass zumindest qualitativ und preislich Busfahren im modernen klimatisierten Bus für 2.000–4.000 Dong als attraktive Alternative vor allem für Touristen und Menschen ohne eigenes Fahrzeug gelten kann. Die Liniendichte in der Innenstadt ist hoch, das Durchkommen in den Stoßzeiten jedoch problematisch.
Die Südseite des Ben-Thanh-Marktkreisels ist der zentrale Busbahnhof der Innenstadt. Eine Fahrt mit dem Stadtbus bietet sich aber auch in Richtung Cholon an. Die klimatisierten Busse von Saigon Star Co verkehren täglich auf einer Strecke zwischen der Südseite des Mei Linh-Platzes und der Huyunh Thoai Yen unterhalb des Binh Tay-Marktes.

#### Taxi
Zur Ergänzung der Buslinien stehen auch Mopedtaxis (Xe Ôm) oder auch noch Fahrradtaxis (Xíc Lô / Cyclo) zur Verfügung. Aber auch die durchschnittliche Verkehrsgeschwindigkeit von Mopeds betrug 2008 in der Innenstadt nur 16,5 km/h – gut dreißig Prozent weniger als noch sechs Jahre zuvor.
Seit etwa 2003 bietet eine aus Kleinwagen bestehende Autotaxi-Flotte ihre Dienste an.
Die Zahl der Taxis ist in den 2010er Jahren enorm gestiegen. Mehrere Unternehmen setzen Fahrzeuge mit Klimaanlage ein, die in der Regel erschwinglich sind. Die sogenannten Mai Linh und Vinasun können an der Straße herangewunken oder telefonisch bestellt werden.

### Individualverkehr

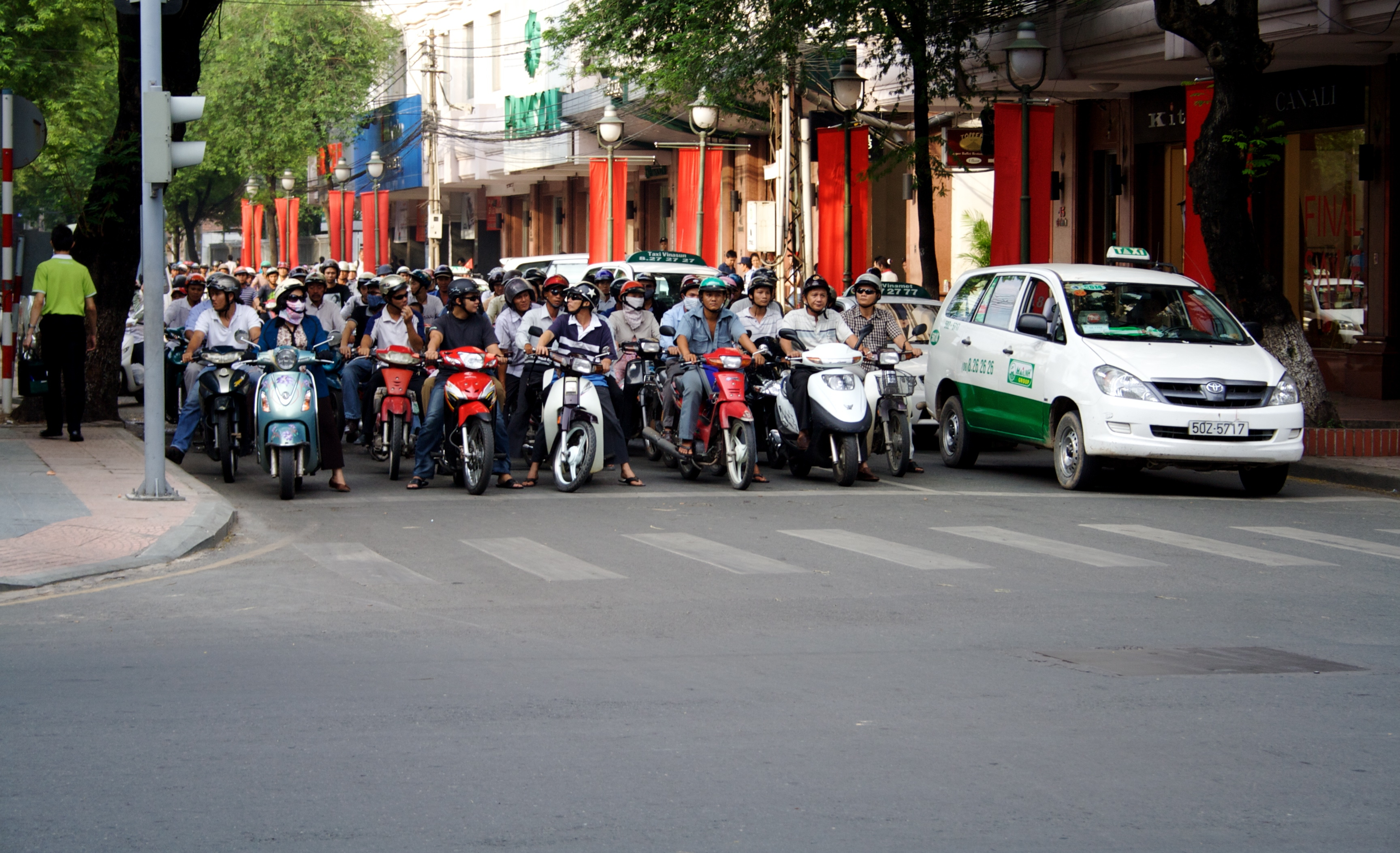
Motorroller sind das Haupttransportmittel in Saigon

Fahrräder, die bis zum Ende des 20. Jahrhunderts noch das häufigste Verkehrsmittel waren, werden fast nur noch von Kindern und Leuten, die sich kein Moped leisten können, gefahren, haben aber nach wie vor ihren Platz im Verkehrsbild. Insgesamt stellt der noch hohe Prozentsatz des hochflexiblen Zweiradverkehrs, besonders der Warentransport auf dem Moped, sicher, dass der Verkehr der Metropole meistens fließt.
Der Individualverkehr in Ho-Chi-Minh-Stadt ist geprägt durch eine stetig wachsende Anzahl von Mopeds (Xe Máy), dem Haupttransportmittel der Stadtbewohner.
Der Anteil von privaten Autos (Pkw) nimmt zwar ebenfalls zu, aber aufgrund des geringen Pro-Kopf-Einkommens und einer hohen Importsteuer für ausländische PKW mit Zollsätzen zwischen 77 und 80 Prozent können sich nur privilegierte Bewohner ein Auto leisten, während neue Mopeds schon ab einem Preis für etwa 500 US-Dollar angeboten werden. Es ist daher keine Seltenheit, dass schwere Lasten oder ganze Familien auf dem Moped transportiert werden. Zudem nutzen viele Händler ihr Moped zugleich als Auslage für ihre Waren.
Trotz der noch eher geringen Verbreitung individueller Pkw gab es in Ho-Chi-Minh-Stadt 2017 etwa 700.000 Pkw. Damit ist das Verkehrsaufkommen in der Stadt beträchtlich und stößt bisweilen an die Grenzen der vorhandenen Infrastruktur, was vor allem auch aus dem Mangel von Alternativen im öffentlichen Nahverkehr resultiert. In Stoßzeiten kommt es daher immer wieder zu längeren Staus, vor allem auf Hauptverkehrsstraßen und großen Verkehrsknotenpunkten der Stadt.

## Bildung
In der Stadt befinden sich zahlreiche Universitäten, Hoch- und Fachschulen, Forschungsinstitute und Bibliotheken. Es gibt staatliche und private Einrichtungen. Die Pflichtschulbildung ist in zwei Phasen unterteilt, nämlich die fünfjährige Grundstufe und die vierjährige untere Sekundarstufe. Der Abschluss der oberen Sekundarstufe berechtigt nicht automatisch zum Universitätsstudium beziehungsweise einer anderen höheren Ausbildung. Für ein Universitätsstudium ist nach der oberen Sekundarstufe eine eigene Aufnahmeprüfung Pflicht.
Bedeutende Universitäten sind: HCMC National University, University of Natural Sciences (früher Saigon College of Sciences), University of Social Sciences and Humanities (früher Saigon College of Letters), University of Polytechnic (früher Phu Tho National Institute of Technology), International University, Faculty of Economics, University of Information Technology und Hong-Bang-Universität (HBU).

## Söhne und Töchter der Stadt
- René Le Hénaff (1901–2005), französischer Filmregisseur
- Yvan Audouard (1914–2004), französischer Schriftsteller
- Raymond Gallois-Montbrun (1918–1994), französischer Violinist und Komponist
- Philippe Morat (* 1937), französischer Botaniker
- Yvonne Sassinot de Nesle (* 1937), französische Kostümbildnerin
- Nguyễn Văn Châu (* 1940), Radrennfahrer
- Bùi Văn Hoàng (* 1943), Radrennfahrer
- Shengmei Mai (* 1950), chinesische Autorin
- Eugene Huu-Chau „Gene“ Trinh (* 1950), US-amerikanischer Astronaut
- Trương Kim Hùng (1951–2020), Radrennfahrer
- Joseph Đỗ Mạnh Hùng (* 1957), römisch-katholischer Geistlicher, Bischof von Phan Thiết
- Peter Kiều Công Tùng (* 1964), römisch-katholischer Geistlicher, Bischof von Phát Diệm
- Liêm Hoang-Ngoc (* 1964), vietnamesisch-französischer Wirtschaftswissenschaftler und Politiker
- Joseph Bùi Công Trác (1965), römisch-katholischer Geistlicher, Weihbischof in Ho-Chi-Minh-Stadt
- La Hong (* 1967), österreichischer Modeschöpfer
- Kim Maher (* 1971), US-amerikanische Softballspielerin
- Thinh Xuan Nguyen (* 1973), vietnamesisch-australischer römisch-katholischer Geistlicher, Weihbischof in Melbourne
- Linh Dan Pham (* 1974), vietnamesisch-französische Schauspielerin
- Orianne Charpentier (* 1974), französische Jugendbuchautorin
- Qui Nguyen (* 1977), US-amerikanischer Pokerspieler
- Ngô Thị Bích Loan (* 1977), Flüchtling und Doku-Serien-Hauptdarstellerin
- Howard Bach (* 1979), US-amerikanischer Badmintonspieler
- Thu Vân Trần (* 1979), vietnamesisch-französische Künstlerin
- Hanh Tran (* 1982), österreichischer Pokerspieler
- Huỳnh Quang Thanh (* 1984), Fußballspieler
- Lê Quang Liêm (* 1991), Schachgroßmeister
- Trần Thị Thu Thảo (* 1993), Fußballspielerin
- Nguyễn Thị Mỹ Anh (* 1994), Fußballspielerin
- Lê Tú Chinh (* 1997), Sprinterin
- Lý Hoàng Nam (* 1997), Tennisspieler
- Lê Đức Phát (* 1998), Badmintonspieler

## Filme
- Mort en Fraude (1956, dt. Halbblut von Saigon, Regie: Marcel Camus, literarische Vorlage: Jean Hougron: Es begann in Saigon)
- The Quiet American (1958, dt. Vier Pfeifen Opium, Regie: Joseph L. Mankiewicz, literarische Vorlage: Graham Greene: The quiet American)
- The Quiet American (2002, dt. Der stille Amerikaner, Regie: Phillip Noyce, literarische Vorlage von Graham Greene)
- L'Amant (1992, dt. Der Liebhaber, Regie: Jean-Jaques Annaud, literarische Vorlage: Marguerite Duras: Der Liebhaber)